# Irland beim Eurovision Song Contest
Teilnehmende Rundfunkanstalt

Erste Teilnahme
1965
Anzahl der Teilnahmen
58 (Stand 2025)
Höchste Platzierung
1 (1970, 1980, 1987, 1992, 1993, 1994, 1996)
Höchste Punktzahl
278 (2024)
Niedrigste Punktzahl
5 (2007, 2013)
Punkteschnitt (seit erstem Beitrag)
71,21 (Stand 2019)
Punkteschnitt pro abstimmendem Land im 12-Punkte-System
2,79 (Stand 2019)
Dieser Artikel befasst sich mit der Geschichte Irlands als Teilnehmer am Eurovision Song Contest (irisch Comórtas Amhrán Eoraifíse oder Comórtas Amhránaíochta na hEoraifíse).

## Regelmäßigkeit der Teilnahme und Erfolge im Wettbewerb

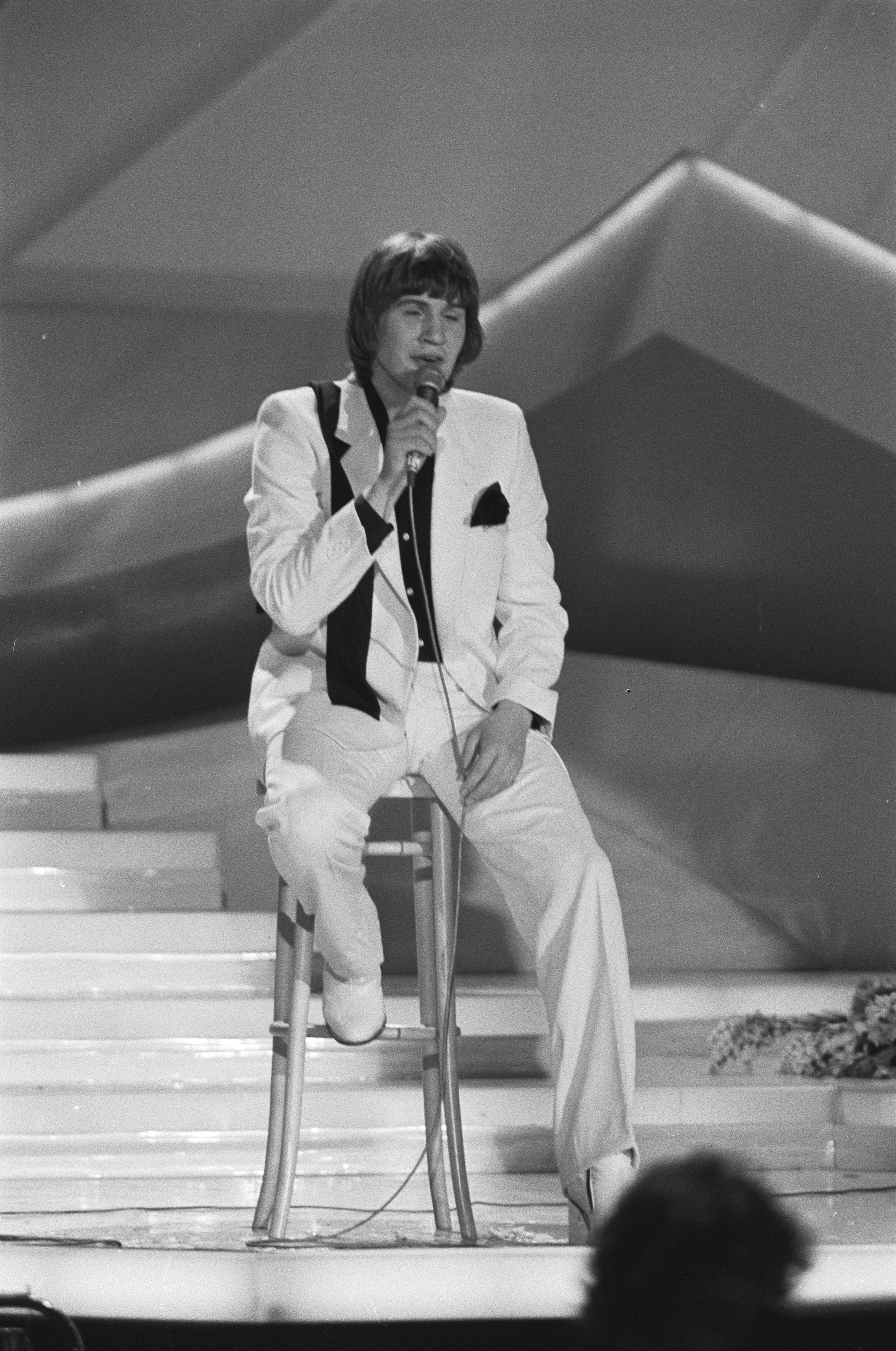
Johnny Logan, hier im Jahre 1980, ist bis heute erfolgreichster Vertreter Irlands

Irland nahm erstmals 1965 am Wettbewerb teil und war auch sehr erfolgreich in den ersten Jahren. So erreichte das Land beim Debüt eine gute Platzierung mit Platz 6 von 18. 1966 wurde die Platzierung mit Platz 4 sogar überboten, ehe Seán Dunphy 1967 sogar Platz 2 erreichte. Auch 1968 konnte Irland mit Platz 4 eine weitere Platzierung sich unter den besten Fünf sichern. 1969 folgte mit Platz 7 eine weitere gute Platzierung. 1970 folgte dann der erste große Erfolg Irlands im Wettbewerb. Die Sängerin Dana konnte mit ihrem Lied All Kinds of Everything den Wettbewerb für sich entscheiden und holte somit Irlands ersten Sieg. 1971, als der Wettbewerb erstmals in Irland stattfand, erreichte die Sängerin Angela Farrell lediglich Platz 11, womit Irland erstmals nicht unter den besten Zehn vertreten war. 1972 landete Irland dann lediglich auf Platz 15 von 18, welches bis dahin das schlechteste Ergebnis für das Land im Wettbewerb darstellte. Erst ab 1973 konnte das Land wieder an seine vorherigen Erfolge anknüpfen.
So erreichte die Sängerin Maxi 1973 mit Platz 10 Irlands erste Platzierung unter den besten Zehn seit drei Jahren. Auch 1976 erreichte Irland diese Platzierung, während das Land 1974 Platz 7 und 1975 Platz 9 erreichte. 1977 erreichten The Swarbriggs plus Two dann mit Platz 3 die beste Platzierung seit 1970 und holten mit 119 Punkten sogar eine neue Höchstpunktzahl für das Land. Aber auch 1978 und 1979 war Irland erfolgreich und belegte jeweils Platz 5. 1980, zehn Jahre nach Irlands ersten Sieg, konnte Irland erneut den Wettbewerb gewinnen. Johnny Logan belegte mit What’s Another Year? Platz 1 und holte mit 143 Punkten eine neue Höchstpunktzahl für das Land. 1981, als der Wettbewerb zum bereits zweiten Mal in Irland stattfand, holte die Gruppe Sheeba mit Platz 5 eine weitere gute Platzierung für das Land im Wettbewerb. Umso überraschender kam der elfte Platz 1982, der Irlands Erfolgsserie beendete. Es war schließlich die schlechteste Platzierung seit neun Jahren. 1983 zog sich Irland dann aus finanziellen Gründen vom Wettbewerb zurück, kehrte aber bereits 1984 wieder zum Wettbewerb zurück. Von dort an hatte das Land seine erfolgreichste Phase im Wettbewerb, die bis ins Jahr 2000 andauerte.
1984 holte Irland schließlich bei der Rückkehr mit Linda Martins Terminial 3, welches von Johnny Logan geschrieben wurde, Platz 2. Auch 1985 und 1986 folgten mit Platz 6 und Platz 4 weitere Platzierungen innerhalb der besten Zehn. 1987 war Irland dann erneut sehr erfolgreich, da Johnny Logan den Wettbewerb erneut gewinnen konnte und somit Irlands dritten Sieg holte. Es war das erste und bis 2023 einzige Mal der Fall im Wettbewerb, dass ein Künstler den Wettbewerb mehr als ein Mal gewinnen konnte. Mit 172 Punkten konnte Logan sogar seine eigene Höchstpunktzahl von 1980 toppen. 1988, als Irland zum bereits dritten Mal Gastgeber war, holte das Land mit Platz 8 eine weitere Platzierung unter den besten Zehn. Nach diesen ganzen Erfolgen folgte 1989 Irlands bis dahin schlechteste Platzierung im Wettbewerb. So holten Kiev Connolly & The Missing Passengers lediglich Platz 18. Umso erfolgreicher war Irland wieder 1990 und belegte zum bereits dritten Mal Platz 2 im Wettbewerb. Auch 1991 folgte mit Platz 10 eine weitere gute Platzierung für das Land. 1992 war Irland dann wieder sehr erfolgreich und holte mit Linda Martin und dem von Johnny Logan geschriebenen Lied Why Me? den ersten Platz. Es war Irlands vierter Sieg im Wettbewerb und der dritte Sieg, bei dem Johnny Logan mitwirkte. 1993 richtete Irland dann zum vierten Mal den Song Contest aus, während Niamh Kavanagh mit dem Lied In Your Eyes erneut den ersten Platz für Irland holen konnte, was der fünfte Sieg für das Land darstellte. Mit 187 Punkten holte sie zu dem eine neue Höchstpunktzahl. Auch 1994 richtete Irland den Song Contest aus und erreichte mit Paul Harrington & Charlie McGettigan und dem Lied Rock‘n’Roll Kids erneut Platz 1, was Irlands sechsten Sieg darstellte und somit zwei neue Rekorde im Wettbewerb darstellte. Noch nie zuvor konnte ein Land den Wettbewerb dreimal in Folge gewinnen. Bis heute konnte auch kein Land diese Siegesserie wiederholen. Hinzu kam, dass Irland bis dahin das Land mit den meisten Siegen war. Mit 226 Punkten toppten Paul Harrington & Charlie McGettigan sogar noch die neue Höchstpunktzahl vom Vorjahr. Bis heute erreichte Irland nie wieder eine so hohe Punktzahl im Wettbewerb, so dass die 226 Punkte bis heute Irlands Höchstpunktzahl darstellen. Auch 1995 richtete Irland den Wettbewerb aus, womit Irland einen weiteren Rekord aufstellte. Noch nie richtete ein Land in Folge drei Wettbewerbe aus. Allerdings war Irland 1995 im Gegensatz zu den Vorjahren wenig erfolgreich und holte mit Platz 14 die schlechteste Platzierung seit sechs Jahren. Umso erfolgreicher war die Teilnahme 1996. Um allerdings teilnehmen zu können, musste Irland durch die Qualifikationsrunde der EBU. Mit Platz 2 dort war Irlands Teilnahme 1996 auch gesichert. Und so belegte Eimear Quinn 1996 mit dem Lied The Voice Platz 1, was Irlands siebter Sieg im Wettbewerb war. Damit war Irland, bis zum Sieg Schwedens im Jahr 2023, bis heute das Land mit den meisten Siegen. Seither teilt man diesen Rekord. Außerdem konnte kein Land zuvor in einem Zeitraum von fünf Jahren viermal den Wettbewerb gewinnen. Somit richtete Irland auch den Wettbewerb 1997 aus und landete dort auf Platz 2, was Irlands vierten zweiten Platz darstellte. Auch 1998 war Irland erfolgreich und holte mit Platz 8 eine weitere Platzierung unter den besten Zehn. 1999 hingegen holte das Land lediglich Platz 17, was die schlechteste Platzierung in zehn Jahren darstellte. Im Jahre 2000 war das Land aber wieder erfolgreich und belegte Platz 6. Ab 2001 ging es aber dann steil bergab für das Land.
So belegte Irland 2001 lediglich Platz 21, was Irlands bis dahin schlechteste Platzierung im Wettbewerb darstellte. Durch die damalige Regelung musste Irland so 2002 aussetzen, womit Irland erstmals seit 1983 nicht im Finale vertreten war. Auch die Rückkehr 2003 konnte nicht an die vorherigen Erfolge anknüpfen, denn Irland verpasste mit Platz 11 knapp eine Platzierung unter den besten Zehn. 2004 belegte der Sänger Chris Doran dann Platz 22 von 24, was erneut ein sehr schlechtes Abschneiden Irlands darstellte. Durch diese Platzierung, musste Irland erstmals in den 2004 eingeführten Halbfinals 2005 teilnehmen. Allerdings konnte Irland sich nicht für das Finale qualifizieren und schied somit erstmals im Halbfinale aus. Auch im Folgejahr musste Irland sich erstmal im Halbfinale beweisen, konnte mit Platz 9 dort aber das Finale erreichen. Mit Platz 10 dort konnte Irland erstmals an alte Erfolge anknüpfen und holte somit die beste Platzierung seit sechs Jahren. Umso schlechter lief es im Jahre 2007, als Irland nicht im Halbfinale antreten musste. Die Band Dervish landete auf dem letzten Platz im Finale mit lediglich fünf Punkten, was bis dahin Irlands schlechteste Platzierung im Wettbewerb darstellte und bis heute die niedrigste Punktzahl ist, die Irland je erhalten hat. 2008 und 2009 schied Irland dann wieder im Halbfinale aus und setzte damit seine Negativserie fort. Erst 2010 erreichte Irland wieder das Finale.
So schickte Irland 2010 die Siegerin von 1993 Niamh Kavanagh, die Platz 9 im Halbfinale holte und somit Irland erstmals seit drei Jahren wieder im Finale vertreten war. Aber auch dort war das Land wenig erfolgreich und landete nur auf dem drittletzten Platz. 2011 hingegen schickte Irland das Zwillings-Duo Jedward, welches ebenfalls das Finale erreichten und mit Platz 8 Irlands beste Platzierung seit elf Jahren holten. Nach diesem Erfolg traten Jedward auch 2012 wieder an. Dort konnten sie ihren Erfolg aber nicht wiederholen und landeten im Mittelfeld auf Platz 19. 2013 erreichte Irland dann zwar erneut das Finale, landete dort aber, wie bereits 2007, auf dem letzten Platz mit fünf Punkten. Ab 2014 begann dann Irlands schwächste Phase im Wettbewerb, so schied das Land schließlich 2014 erstmals seit 2009 wieder im Halbfinale aus, da es lediglich Platz 12 dort erreichte. Auch 2015 wurde dieser Platz im Halbfinale belegt, so dass Irland erneut nicht im Finale vertreten war. Auch 2016 und 2017 konnte Irland nicht das Finale erreichen. Erst 2018 erreichte das Land wieder das Finale, da der Sänger Ryan O’Shaughnessy Platz 6 im Halbfinale belegte. Im Finale landete sein Lied Together dann auf Platz 16, Irlands bestes Ergebnis seit 2011. Nach diesem kleinen Erfolg, folgte 2019 ein neuer Tiefpunkt in der irischen Geschichte beim Eurovision Song Contest. Die Sängerin Sarah McTernan landete mit ihrem Lied 22 auf dem letzten Platz im Halbfinale und wurde auch im Gesamtergebnis Letzte bei 41 Teilnehmern. Dies ist Irlands schlechtestes Ergebnis im Wettbewerb bisher. Auch 2021 belegte die Sängerin Lesley Roy für Irland den letzten Platz im Halbfinale. 2022 scheiterte man mit Platz 15 von 18 ebenfalls im Halbfinale. 2023 gelang es Irland erneut nicht, ins Finale zu ziehen. 2024 holte die Sängerin Bambie Thug Platz 3 im Halbfinale, womit Irland zum ersten Mal seit sechs Jahren wieder am Finale teilnahm. Dort belegte man am Ende Platz 6, was das beste Ergebnis des Landes seit 2000 darstellt. Außerdem holte man mit 278 Punkten die bisher höchste Punktzahl im Wettbewerb. Nach dem Erfolg schied Irland dann jedoch 2025 wieder im Halbfinale aus.
Insgesamt landeten also 31 von den 58 Beiträgen in der linken Tabellenhälfte. Dazu landete das Land bisher zweimal auf dem letzten Platz. Außerdem verpasste das Land (mit Belgien und Nordmazedonien) insgesamt zwölfmal das Finale. Trotzdem hält das Land mit sieben Siegen zusammen mit Schweden den Rekord im Wettbewerb für die meisten Siege, holte viermal Platz 2 und einmal Platz 3. Mit vielen weiteren Platzierungen innerhalb der besten Zehn, gehört Irland, trotz der eher mäßigen Erfolge seit den 2000er Jahren und den zahlreichen Nichtqualifikationen seit 2014, zu den erfolgreichsten Ländern im Wettbewerb.

## Liste der Beiträge
Farblegende:
– 1. Platz. 
– 2. Platz. 
– 3. Platz. 
– Punktgleichheit mit dem letzten Platz.
– ausgeschieden im Halbfinale/in der Qualifikation/im osteuropäischen Vorentscheid.
– keine Teilnahme/nicht qualifiziert.
– Absage des Eurovision Song Contests.
| Jahr | Interpret                              | Titel Musik (M) und Text (T) | Sprache                  | Übersetzung                                    | Finale                                           | Finale                                           | Halbfinale/ Qualifikation                        | Halbfinale/ Qualifikation                        | Nationaler Vorentscheid                    |
| Jahr | Interpret                              | Titel Musik (M) und Text (T) | Sprache                  | Übersetzung                                    | Platz                                            | Punkte                                           | Platz                                            | Punkte                                           | Nationaler Vorentscheid                    |
| ---- | -------------------------------------- | --- | ------------------------ | ---------------------------------------------- | ------------------------------------------------ | ------------------------------------------------ | ------------------------------------------------ | ------------------------------------------------ | ------------------------------------------ |
| 1965 | Butch Moore                            | Walking the Streets in the Rain M/T: Teresa Conlon, George Prendergast, Joe Harrigan                                                     | Englisch                 | Ich gehe im Regen durch die Straßen            | 6 / 18                                           | 11                                               | Kein Halbfinale stattgefunden                    | Kein Halbfinale stattgefunden                    | National Song Contest 1965                 |
| 1966 | Dickie Rock                            | Come Back to Stay M/T: Rowland Soper | Englisch                 | Komm zurück, um zu bleiben                     | 4 / 18                                           | 14                                               | Kein Halbfinale stattgefunden                    | Kein Halbfinale stattgefunden                    | National Song Contest 1966                 |
| 1967 | Seán Dunphy                            | If I Could Choose M: Michael Coffey; T: Wesley Burrowes                                                                                  | Englisch                 | Wenn ich die Wahl hätte                        | 2 / 17                                           | 22                                               | Kein Halbfinale stattgefunden                    | Kein Halbfinale stattgefunden                    | National Song Contest 1967                 |
| 1968 | Pat McGeegan                           | Chance of a Lifetime M/T: John Kennedy                                                                                                   | Englisch                 | Chance des Lebens                              | 4 / 17                                           | 18                                               | Kein Halbfinale stattgefunden                    | Kein Halbfinale stattgefunden                    | National Song Contest 1968                 |
| 1969 | Muriel Day                             | The Wages of Love M/T: Michael Reade | Englisch                 | Der Lohn der Liebe                             | 7 / 16                                           | 10                                               | Kein Halbfinale stattgefunden                    | Kein Halbfinale stattgefunden                    | National Song Contest 1969                 |
| 1970 | Dana                                   | All Kinds of Everything M/T: Derry Lindsay, Jackie Smith                                                                                 | Englisch                 | Alles mögliche                                 | 1 / 12                                           | 32                                               | Kein Halbfinale stattgefunden                    | Kein Halbfinale stattgefunden                    | National Song Contest 1970                 |
| 1971 | Angela Farrell                         | One Day Love M/T: Donald Martin, Ita Flynn                                                                                               | Englisch                 | Eintagesliebe                                  | 11 / 18                                          | 79                                               | Kein Halbfinale stattgefunden                    | Kein Halbfinale stattgefunden                    | National Song Contest 1971                 |
| 1972 | Sandie Jones                           | Ceol an ghrá M: Joe Burkett; T: Liam MacUistín                                                                                           | Irisch                   | Musik der Liebe                                | 15 / 18                                          | 72                                               | Kein Halbfinale stattgefunden                    | Kein Halbfinale stattgefunden                    | National Song Contest 1972                 |
| 1973 | Maxi                                   | Do I Dream? M/T: Jack Brierlev, George F. Crosbie                                                                                        | Englisch                 | Träume ich?                                    | 10 / 17                                          | 80                                               | Kein Halbfinale stattgefunden                    | Kein Halbfinale stattgefunden                    | National Song Contest 1973                 |
| 1974 | Tina Reynolds                          | Cross Your Heart M/T: Paul Lyttle | Englisch                 | Hand aufs Herz                                 | 7 / 17                                           | 11                                               | Kein Halbfinale stattgefunden                    | Kein Halbfinale stattgefunden                    | National Song Contest 1974                 |
| 1975 | The Swarbriggs                         | That’s What Friends Are For M/T: Tommy Swarbrigg, Jimmy Swarbrigg                                                                        | Englisch                 | Dafür sind Freunde da                          | 9 / 19                                           | 68                                               | Kein Halbfinale stattgefunden                    | Kein Halbfinale stattgefunden                    | National Song Contest 1975                 |
| 1976 | Red Hurley                             | When M/T: Brendan J. Graham | Englisch                 | Wenn                                           | 10 / 18                                          | 54                                               | Kein Halbfinale stattgefunden                    | Kein Halbfinale stattgefunden                    | National Song Contest 1976                 |
| 1977 | The Swarbriggs plus Two                | It’s Nice to Be in Love Again M/T: Tommy Swarbrigg, Jimmy Swarbrigg                                                                      | Englisch                 | Es ist schön, wieder verliebt zu sein          | 3 / 18                                           | 119                                              | Kein Halbfinale stattgefunden                    | Kein Halbfinale stattgefunden                    | National Song Contest 1977                 |
| 1978 | Colm C. T. Wilkinson                   | Born to Sing M/T: Colm C. T. Wilkinson                                                                                                   | Englisch                 | Zum Singen geboren                             | 5 / 20                                           | 86                                               | Kein Halbfinale stattgefunden                    | Kein Halbfinale stattgefunden                    | National Song Contest 1978                 |
| 1979 | Cathal Dunne                           | Happy Man M/T: Cathal Dunne | Englisch                 | Glücklicher Mann                               | 5 / 19                                           | 80                                               | Kein Halbfinale stattgefunden                    | Kein Halbfinale stattgefunden                    | National Song Contest 1979                 |
| 1980 | Johnny Logan                           | What’s Another Year? M/T: Shay Healy | Englisch                 | Was ist schon ein weiteres Jahr?               | 1 / 19                                           | 143                                              | Kein Halbfinale stattgefunden                    | Kein Halbfinale stattgefunden                    | National Song Contest 1980                 |
| 1981 | Sheeba                                 | Horoscopes M: Jim Kelly; T: Joe Burkett                                                                                                  | Englisch                 | Horoskope                                      | 5 / 20                                           | 105                                              | Kein Halbfinale stattgefunden                    | Kein Halbfinale stattgefunden                    | National Song Contest 1981                 |
| 1982 | The Duskeys                            | Here Today, Gone Tomorrow M/T: Sally Keating                                                                                             | Englisch                 | Heute hier, morgen fort                        | 11 / 18                                          | 49                                               | Kein Halbfinale stattgefunden                    | Kein Halbfinale stattgefunden                    | National Song Contest 1982                 |
| 1983 | Auf Teilnahme verzichtet               | Auf Teilnahme verzichtet | Auf Teilnahme verzichtet | Auf Teilnahme verzichtet                       | Auf Teilnahme verzichtet                         | Auf Teilnahme verzichtet                         | Auf Teilnahme verzichtet                         | Auf Teilnahme verzichtet                         | Auf Teilnahme verzichtet                   |
| 1984 | Linda Martin                           | Terminal 3 M/T: Johnny Logan | Englisch                 | Terminal 3                                     | 2 / 19                                           | 137                                              | Kein Halbfinale stattgefunden                    | Kein Halbfinale stattgefunden                    | National Song Contest 1984                 |
| 1985 | Maria Christian                        | Wait Until the Weekend Comes M/T: Brendan J. Graham                                                                                      | Englisch                 | Warte auf das Wochenende                       | 6 / 19                                           | 91                                               | Kein Halbfinale stattgefunden                    | Kein Halbfinale stattgefunden                    | National Song Contest 1985                 |
| 1986 | Luv Bug                                | You Can Count on Me M/T: Kevin Sheerin                                                                                                   | Englisch                 | Du kannst auf mich zählen                      | 4 / 20                                           | 96                                               | Kein Halbfinale stattgefunden                    | Kein Halbfinale stattgefunden                    | National Song Contest 1986                 |
| 1987 | Johnny Logan                           | Hold Me Now M/T: Johnny Logan | Englisch                 | Halt mich jetzt fest                           | 1 / 22                                           | 172                                              | Kein Halbfinale stattgefunden                    | Kein Halbfinale stattgefunden                    | Eurosong 1987                              |
| 1988 | Jump the Gun                           | Take Him Home M/T: Peter Eades | Englisch                 | Bring ihn nach Hause                           | 8 / 21                                           | 79                                               | Kein Halbfinale stattgefunden                    | Kein Halbfinale stattgefunden                    | Eurosong 1988                              |
| 1989 | Kiev Connolly & The Missing Passengers | The Real Me M/T: Kiev Connolly | Englisch                 | Das wahre Ich                                  | 18 / 22                                          | 21                                               | Kein Halbfinale stattgefunden                    | Kein Halbfinale stattgefunden                    | Eurosong 1989                              |
| 1990 | Liam Reilly                            | Somewhere in Europe M/T: Liam Reilly | Englisch                 | Irgendwo in Europa                             | 2 / 22                                           | 132                                              | Kein Halbfinale stattgefunden                    | Kein Halbfinale stattgefunden                    | Eurosong 1990                              |
| 1991 | Kim Jackson                            | Could It Be That I’m in Love? M/T: Liam Reilly                                                                                           | Englisch                 | Könnte es sein, dass ich verliebt bin?         | 10 / 22                                          | 47                                               | Kein Halbfinale stattgefunden                    | Kein Halbfinale stattgefunden                    | Eurosong 1991                              |
| 1992 | Linda Martin                           | Why Me? M/T: Johnny Logan | Englisch                 | Warum ich?                                     | 1 / 23                                           | 155                                              | Kein Halbfinale stattgefunden                    | Kein Halbfinale stattgefunden                    | Eurosong 1992                              |
| 1993 | Niamh Kavanagh                         | In Your Eyes M/T: Jimmy Walsh | Englisch                 | In deinen Augen                                | 1 / 25                                           | 187                                              | Kein Halbfinale stattgefunden                    | Kein Halbfinale stattgefunden                    | Eurosong 1993                              |
| 1994 | Paul Harrington & Charlie McGettigan   | Rock‘n’Roll Kids M/T: Brendan J. Graham                                                                                                  | Englisch                 | Kinder des Rock‘n’Roll                         | 1 / 25                                           | 226                                              | Direkt für das Finale qualifiziert               | Direkt für das Finale qualifiziert               | Eurosong 1994                              |
| 1995 | Eddie Friel                            | Dreamin’ M/T: Richard Abbot, Barry Woods                                                                                                 | Englisch                 | Träumen                                        | 14 / 23                                          | 44                                               | Direkt für das Finale qualifiziert               | Direkt für das Finale qualifiziert               | Eurosong 1995                              |
| 1996 | Eimear Quinn                           | The Voice M/T: Brendan J. Graham | Englisch                 | Die Stimme                                     | 1 / 23                                           | 162                                              | 2 / 29                                           | 198                                              | Eurosong 1996                              |
| 1997 | Marc Roberts                           | Mysterious Woman M/T: John Farry | Englisch                 | Geheimnisvolle Frau                            | 2 / 25                                           | 157                                              | Direkt für das Finale qualifiziert               | Direkt für das Finale qualifiziert               | Eurosong 1997                              |
| 1998 | Dawn Martin                            | Is Always Over Now? M/T: Gerry Morgan | Englisch                 | Ist 'für immer' jetzt vorbei?                  | 9 / 25                                           | 64                                               | Direkt für das Finale qualifiziert               | Direkt für das Finale qualifiziert               | Eurosong 1998                              |
| 1999 | The Mullans                            | When You Need Me M/T: Bronagh Mullan | Englisch                 | Wenn du mich brauchst                          | 17 / 23                                          | 18                                               | Direkt für das Finale qualifiziert               | Direkt für das Finale qualifiziert               | Eurosong 1999                              |
| 2000 | Eamonn Toal                            | Millennium of Love M: Gerry Simpson; T: Raymond J. Smyth                                                                                 | Englisch                 | Jahrtausend der Liebe                          | 6 / 24                                           | 92                                               | Direkt für das Finale qualifiziert               | Direkt für das Finale qualifiziert               | Eurosong 2000                              |
| 2001 | Gary O’Shaughnessy                     | Without Your Love M/T: Pat Sheridan | Englisch                 | Ohne deine Liebe                               | 21 / 23                                          | 6                                                | Direkt für das Finale qualifiziert               | Direkt für das Finale qualifiziert               | Eurosong 2001                              |
| 2002 | Nicht qualifiziert                     | Nicht qualifiziert | Nicht qualifiziert       | Nicht qualifiziert                             | Nicht qualifiziert                               | Nicht qualifiziert                               | Nicht qualifiziert                               | Nicht qualifiziert                               | Nicht qualifiziert                         |
| 2003 | Mickey Joe Harte                       | We’ve Got the World Tonight M/T: Martin Brannigan, Keith Molloy                                                                          | Englisch                 | Uns gehört heute Nacht die Welt                | 11 / 23                                          | 53                                               | Direkt für das Finale qualifiziert               | Direkt für das Finale qualifiziert               | You’re a Star 2003                         |
| 2004 | Chris Doran                            | If My World Stopped Turning M: Bryan McFadden; T: Jonathan Shorten                                                                       | Englisch                 | Wenn meine Welt aufhörte, sich zu drehen       | 22 / 24                                          | 7                                                | Direkt für das Finale qualifiziert               | Direkt für das Finale qualifiziert               | You’re a Star 2004                         |
| 2005 | Donna & Joe                            | Love? M/T: Karl Broderick | Englisch                 | Liebe?                                         | Ausgeschieden                                    | Ausgeschieden                                    | 14 / 25                                          | 53                                               | You’re a Star 2005                         |
| 2006 | Brian Kennedy                          | Every Song Is a Cry for Love M/T: Brian Kennedy                                                                                          | Englisch                 | Jedes Lied ist ein Schrei nach Liebe           | 10 / 24                                          | 93                                               | 9 / 23                                           | 76                                               | Eurovision 2006 The Late Late Show Special |
| 2007 | Dervish                                | They Can’t Stop the Spring M/T: John Waters, Tommy Moran                                                                                 | Englisch                 | Sie können den Frühling nicht aufhalten        | 24 / 24                                          | 5                                                | Direkt für das Finale qualifiziert               | Direkt für das Finale qualifiziert               | Eurovision 2007 The Late Late Show Special |
| 2008 | Dustin the Turkey                      | Irelande Douze Pointe M: Darren Smith, Simon Fine; T: D. Smith, S. Fine                                                                  | Englisch, Französisch    | Irland zwölf Punkte                            | Ausgeschieden                                    | Ausgeschieden                                    | 15 / 19                                          | 23                                               | Eurosong 2008                              |
| 2009 | Sinéad Mulvey & Black Daisy            | Et Cetera M/T: Niall Mooney, Jonas Gladnikoff, Daniele Moretti, Christina Schilling                                                      | Englisch                 | Und So Weiter                                  | Ausgeschieden                                    | Ausgeschieden                                    | 11 / 19                                          | 52                                               | Eurovision 2009 The Late Late Show Special |
| 2010 | Niamh Kavanagh                         | It’s for You M: Niall Mooney, Mårten Eriksson, Jonas Gladnikoff; T: Lina Eriksson                                                        | Englisch                 | Es ist für dich                                | 23 / 25                                          | 25                                               | 9 / 17                                           | 67                                               | Eurovision 2010 The Late Late Show Special |
| 2011 | Jedward                                | Lipstick M/T: Dan Priddy, Lars Jensen, Martin Larsson                                                                                    | Englisch                 | Lippenstift                                    | 8 / 25                                           | 119                                              | 8 / 19                                           | 68                                               | Eurovision 2011 The Late Late Show Special |
| 2012 | Jedward                                | Waterline M: Nick Jarl, Sharon Vaughn; T: Nick Jarl                                                                                      | Englisch                 | Wasserlinie                                    | 19 / 26                                          | 46                                               | 6 / 18                                           | 92                                               | Eurovision 2012 The Late Late Show Special |
| 2013 | Ryan Dolan                             | Only Love Survives M/T: Wez Devine, Ryan Dolan                                                                                           | Englisch                 | Nur die Liebe überlebt                         | 26 / 26                                          | 5                                                | 8 / 16                                           | 54                                               | Eurovision 2013 The Late Late Show Special |
| 2014 | Can-Linn feat. Kasey Smith             | Heartbeat M/T: Hazel Kaneswaran, Jonas Gladnikoff, Rasmus Palmgren, Patrizia Helander                                                    | Englisch                 | Herzschlag                                     | Ausgeschieden                                    | Ausgeschieden                                    | 12 / 15                                          | 35                                               | Eurovision 2014 The Late Late Show Special |
| 2015 | Molly Sterling                         | Playing with Numbers M/T: Molly Sterling, Greg French                                                                                    | Englisch                 | Spielen mit Zahlen                             | Ausgeschieden                                    | Ausgeschieden                                    | 12 / 17                                          | 35                                               | Eurovision 2015 The Late Late Show Special |
| 2016 | Nicky Byrne                            | Sunlight M: Ronan Hardiman; T: Wayne Hector, Nicky Byrne                                                                                 | Englisch                 | Sonnenlicht                                    | Ausgeschieden                                    | Ausgeschieden                                    | 15 / 18                                          | 46                                               | interne Auswahl                            |
| 2017 | Brendan Murray                         | Dying to Try M/T: Jörgen Elofsson | Englisch                 | Darauf brennend zu versuchen                   | Ausgeschieden                                    | Ausgeschieden                                    | 13 / 18                                          | 86                                               | interne Auswahl                            |
| 2018 | Ryan O’Shaughnessy                     | Together M/T: Ryan O’Shaughnessy, Mark Caplice, Laura Elizabeth Hughes                                                                   | Englisch                 | Zusammen                                       | 16 / 26                                          | 136                                              | 6 / 19                                           | 179                                              | interne Auswahl                            |
| 2019 | Sarah McTernan                         | 22 M/T: Janieck van de Polder, Marcia Sondeijker, Roel Rats                                                                              | Englisch                 | –                                              | Ausgeschieden                                    | Ausgeschieden                                    | 18 / 18                                          | 16                                               | interne Auswahl                            |
| 2020 | Lesley Roy                             | Story of My Life M/T: Lesley Roy, Robert Marvin, Catt Gravitt, Tom Shapiro                                                               | Englisch                 | Geschichte meines Lebens                       | Absage wegen der COVID-19-Pandemie durch die EBU | Absage wegen der COVID-19-Pandemie durch die EBU | Absage wegen der COVID-19-Pandemie durch die EBU | Absage wegen der COVID-19-Pandemie durch die EBU | interne Auswahl                            |
| 2021 | Lesley Roy                             | Maps M/T: Lesley Roy, Lukas Hällgren, Philip Strand, Normandie, Deepend, Emelie Eriksson                                                 | Englisch                 | Karten                                         | Ausgeschieden                                    | Ausgeschieden                                    | 16 / 16                                          | 20                                               | interne Auswahl                            |
| 2022 | Brooke                                 | That’s Rich M/T: Brooke Scullion, Izzy Warner, Karl Zine                                                                                 | Englisch                 | Das ist wirklich ein starkes Stück (sinngemäß) | Ausgeschieden                                    | Ausgeschieden                                    | 15 / 18                                          | 47                                               | Eurovision 2022 Late Late Show Special     |
| 2023 | Wild Youth                             | We Are One M/T: Conor O’Donohoe, Edward Porter, Jörgen Elofsson                                                                          | Englisch                 | Wir sind eins                                  | Ausgeschieden                                    | Ausgeschieden                                    | 12 / 15                                          | 10                                               | Eurosong 2023 Late Late Show Special       |
| 2024 | Bambie Thug                            | Doomsday Blue M/T: Cuntry Ray Robinson, Olivia Cassy Brooking, Sam Matlock, Tyler Ryder                                                  | Englisch                 | Weltuntergangsblau                             | 6 / 25                                           | 278                                              | 3 / 15                                           | 124                                              | Eurosong 2024 Late Late Show Special       |
| 2025 | Emmy                                   | Laika Party M/T: Emmy Kristine Guttulsrud Kristiansen, Erlend Guttulsrud Kristiansen, Henrik Østlund, Larissa Tormey, Truls Marius Aarra | Englisch                 | Laika-Party                                    | Ausgeschieden                                    | Ausgeschieden                                    | 13 / 16                                          | 28                                               | Eurosong 2025 Late Late Show Special       |

## Nationale Vorentscheide
Bis 2015 wurden alle irischen Vertreter in einem nationalen Vorentscheid gewählt. Von 1965 bis 1986, mit Ausnahme von 1983 als Irland nicht teilnahm, fand dazu jedes Jahr der National Song Contest statt. Von 1987 bis 2001 diente der Eurosong dazu den irischen Vertreter zu bestimmen. Von 2003 bis 2005 diente die Castingshow You’re a Star jeweils dazu den irischen Vertreter zu ermitteln. 2006 und 2007 wurden die Vertreter intern ausgewählt und stellten in der Late Late Show jeweils einige Titel vor. Von 2008 bis 2015 fand dann jeweils wieder der Eurosong statt, wobei er ab 2009 wieder als Teil der Late Late Show stattfand. Von 2016 bis 2021 wählte die irische Rundfunkanstalt seine Vertreter und deren Lieder intern aus. Seit 2022 findet ein Vorentscheid als Sonderausgabe der Late Late Show statt.

## Sprachen
Fast alle irischen Beiträge wurden komplett auf Englisch vorgestellt; einzig Ceol an ghrá, der Beitrag zum Eurovision Song Contest 1972, wurde auf Irisch (Gälisch) gesungen.
Bei in Irland ausgerichteten Wettbewerben wurden bei der Moderation – meist zur Begrüßung – immer ein paar Worte in irischer Sprache gesagt, ebenso gelegentlich bei der Übermittelung der Länderpunkte.

## Kommerzielle Erfolge

### National
Viele irische Beiträge wurden in Irland ein Hit: Insgesamt erreichten 13 Lieder den ersten Platz in den Charts, 20 weitere erreichten die Top 10. Bis 1999 erreichten alle Beiträge die Singlecharts, bis 1982 landeten alle in den Top 10. Die ersten fünf irischen Siegertitel waren Nummer-eins-Hits (darunter auch unter anderem 1993 die erfolgreichste Single des Jahres; Rock’n’Roll Kids und The Voice waren mit dem zweiten und dritten Platz etwas weniger erfolgreich). Ab 1999 ließen die kommerziellen Erfolge deutlich nach; erst seit 2003, als der irische Vertreter in der Castingshow You’re a Star ermittelt wurde, konnten wieder Hits erzielt werden. Die Gruppe Dervish konnte sich mit They Can’t Stop the Spring 2007 nicht in den Charts platzieren, ihr Lied wurde auch nicht als Single, sondern nur als kostenloser Online-Download veröffentlicht.

### International
Sowohl Dana mit All Kinds of Everything als auch Johnny Logan mit seinen beiden Siegertiteln waren europaweit sehr erfolgreich, die Singles platzieren sich fast überall in den Charts und in einigen Ländern auch auf Platz eins. Die späteren vier Sieger waren kommerziell deutlich weniger erfolgreich und erreichten nur in sehr wenigen Ländern die Hitparaden.

## Ausgetragene Wettbewerbe
Irland richtete nach jedem Sieg, also insgesamt siebenmal, den Wettbewerb aus und übernahm damit nach Großbritannien am zweithäufigsten die Rolle des Gastgebers. In sechs Fällen fand die Veranstaltung in Dublin statt, was die Stadt zum häufigsten Austragungsort in der Geschichte des Wettbewerbs macht; 1993 wurde das eher unbekannte Dorf Millstreet gewählt, das bis heute mit 1.500 Einwohnern der kleinste Austragungsort aller Zeiten ist.
| Jahr | Stadt      | Austragungsort        | Moderation                      |
| ---- | ---------- | --------------------- | ------------------------------- |
| 1971 | Dublin     | Gaiety Theatre        | Bernadette Ní Ghallchóir        |
| 1981 | Dublin     | Simmonscourt Pavillon | Doireann Ní Bhriain             |
| 1988 | Dublin     | Simmonscourt Pavillon | Pat Kenny & Michelle Rocca      |
| 1993 | Millstreet | Green Glens Arena     | Fionnuala Sweeney               |
| 1994 | Dublin     | Point Theatre         | Cynthia Ní Mhurchú & Gerry Ryan |
| 1995 | Dublin     | Point Theatre         | Mary Kennedy                    |
| 1997 | Dublin     | Point Theatre         | Ronan Keating & Carrie Crowley  |

## Kommentatoren und Punktesprecher
Diese Liste der Kommentatoren und Punktesprecher beginnt mit dem Beginn der TV-Übertragungen in Irland. Marty Whelan, der 1987 erstmals den ESC kommentierte, ist seit 2000 dauerhaft als Kommentator eingesetzt. 2003 kommentierte er gemeinsam mit Phil Coulter.
| Jahr | Kommentator                          | Punktesprecher           |
| ---- | ------------------------------------ | ------------------------ |
| 1963 | –                                    | Keine Teilnahme          |
| 1964 | –                                    | Keine Teilnahme          |
| 1965 | Bunny Carr                           | –                        |
| 1966 | –                                    | Frank Hall               |
| 1967 | Brendan O'Reilly                     | Gay Byrne                |
| 1968 | Brendan O'Reilly                     | –                        |
| 1969 | Gay Byrne                            | –                        |
| 1970 | Valerie McGovern                     | John Skehan              |
| 1971 | Noel Andrews                         | Kein Punktesprecher      |
| 1972 | Mike Murphy                          | Kein Punktesprecher      |
| 1973 | Mike Murphy                          | Kein Punktesprecher      |
| 1974 | Mike Murphy                          | Brendan Balfe            |
| 1975 | Mike Murphy                          | –                        |
| 1976 | Mike Murphy                          | –                        |
| 1977 | Mike Murphy                          | Brendan Balfe            |
| 1978 | Larry Gogan                          | –                        |
| 1979 | Mike Murphy                          | –                        |
| 1980 | Larry Gogan                          | –                        |
| 1981 | Larry Gogan                          | –                        |
| 1982 | Larry Gogan                          | –                        |
| 1983 | Terry Wogan a                        | Auf Teilnahme verzichtet |
| 1984 | Gay Byrne                            | –                        |
| 1985 | Linda Martin                         | –                        |
| 1986 | Brendan Balfe                        | –                        |
| 1987 | Marty Whelan                         | –                        |
| 1988 | Mike Murphy                          | John Skehan              |
| 1989 | Ronan Collins & Michelle Rocca       | Eileen Dunne             |
| 1990 | Jimmy Greeley & Clíona Ní Bhuachalla | Eileen Dunne             |
| 1991 | Pat Kenny                            | Eileen Dunne             |
| 1992 | Pat Kenny                            | Eileen Dunne             |
| 1993 | Pat Kenny                            | Eileen Dunne             |
| 1994 | Pat Kenny                            | Eileen Dunne             |
| 1995 | Pat Kenny                            | Eileen Dunne             |
| 1996 | Pat Kenny                            | Eileen Dunne             |
| 1997 | Pat Kenny                            | Eileen Dunne             |
| 1998 | Pat Kenny                            | Eileen Dunne             |
| 1999 | Pat Kenny                            | Clare McNamara           |
| 2000 | Marty Whelan                         | Derek Mooney             |
| 2001 | Marty Whelan                         | Bláthnaid Ní Chofaigh    |
| 2002 | Marty Whelan                         | Nicht qualifiziert       |
| 2003 | Marty Whelan & Phil Coulter          | Pamela Flood             |
| 2004 | Marty Whelan                         | Johnny Logan             |
| 2005 | Marty Whelan                         | Dana                     |
| 2006 | Marty Whelan                         | Eimear Quinn             |
| 2007 | Marty Whelan                         | Linda Martin             |
| 2008 | Marty Whelan                         | Niamh Kavanagh           |
| 2009 | Marty Whelan                         | Derek Mooney             |
| 2010 | Marty Whelan                         | Derek Mooney             |
| 2011 | Marty Whelan                         | Derek Mooney             |
| 2012 | Marty Whelan                         | Gráinne Seoige           |
| 2013 | Marty Whelan                         | Nicky Byrne              |
| 2014 | Marty Whelan                         | Nicky Byrne              |
| 2015 | Marty Whelan                         | Nicky Byrne              |
| 2016 | Marty Whelan                         | Sinéad Kennedy           |
| 2017 | Marty Whelan                         | Nicky Byrne              |
| 2018 | Marty Whelan                         | Nicky Byrne              |
| 2019 | Marty Whelan                         | Sinéad Kennedy           |
| 2021 | Marty Whelan                         | Ryan O'Shaughnessy       |
| 2022 | Marty Whelan                         | Linda Martin             |
| 2023 | Marty Whelan                         | Niamh Kavanagh           |
| 2024 | Marty Whelan                         | Paul Harrington          |
| 2025 | Marty Whelan                         | Nicky Byrne              |

## Punktevergabe
Folgende Länder erhielten die meisten Punkte von oder vergaben die meisten Punkte an Irland (Stand: 2025):
| Die meisten im Finale vergebenen Punkte | Die meisten im Finale vergebenen Punkte | Die meisten im Finale vergebenen Punkte |
| Platz                                   | Land                                    | Punkte                                  |
| --------------------------------------- | --------------------------------------- | --------------------------------------- |
| 1                                       | Vereinigtes Königreich                  | 274                                     |
| 2                                       | Schweden                                | 244                                     |
| 3                                       | Frankreich                              | 194                                     |
| 4                                       | Norwegen                                | 180                                     |
| 5                                       | Deutschland                             | 174                                     |

| Die meisten im Finale erhaltenen Punkte | Die meisten im Finale erhaltenen Punkte | Die meisten im Finale erhaltenen Punkte |
| Platz                                   | Land                                    | Punkte                                  |
| --------------------------------------- | --------------------------------------- | --------------------------------------- |
| 1                                       | Vereinigtes Königreich                  | 270                                     |
| 2                                       | Schweden                                | 231                                     |
| 3                                       | Schweiz                                 | 192                                     |
| 4                                       | Österreich                              | 177                                     |
| 5                                       | Norwegen                                | 174                                     |

| Die meisten insgesamt vergebenen Punkte | Die meisten insgesamt vergebenen Punkte | Die meisten insgesamt vergebenen Punkte |
| Platz                                   | Land                                    | Punkte                                  |
| --------------------------------------- | --------------------------------------- | --------------------------------------- |
| 1                                       | Schweden                                | 327                                     |
| 2                                       | Litauen                                 | 283                                     |
| 3                                       | Vereinigtes Königreich                  | 274                                     |
| 4                                       | Norwegen                                | 251                                     |
| 5                                       | Israel                                  | 213                                     |

| Die meisten insgesamt erhaltenen Punkte | Die meisten insgesamt erhaltenen Punkte | Die meisten insgesamt erhaltenen Punkte |
| Platz                                   | Land                                    | Punkte                                  |
| --------------------------------------- | --------------------------------------- | --------------------------------------- |
| 1                                       | Vereinigtes Königreich                  | 371                                     |
| 2                                       | Schweden                                | 255                                     |
| 3                                       | Schweiz                                 | 228                                     |
| 4                                       | Belgien                                 | 219                                     |
| 4                                       | Österreich                              | 219                                     |
| 5                                       | Norwegen                                | 205                                     |

### Vergaben der Höchstwertung
Seit 1975 vergab Irland die Höchstpunktzahl an 26 verschiedene Länder, davon siebenmal an Schweden. Im Halbfinale dagegen vergab Irland die Höchstpunktzahl an 16 verschiedene Länder, davon neunmal an Litauen.
| Höchstwertung (Finale) | Höchstwertung (Finale)   | Höchstwertung (Finale)   |
| Jahr                   | Land                     | Platz (Finale)           |
| ---------------------- | ------------------------ | ------------------------ |
| 1975                   | Frankreich               | 4                        |
| 1976                   | Italien                  | 7                        |
| 1977                   | Finnland                 | 10                       |
| 1978                   | Belgien                  | 2                        |
| 1979                   | Israel                   | 1                        |
| 1980                   | Schweiz                  | 4                        |
| 1981                   | Schweiz                  | 4                        |
| 1982                   | Deutschland              | 1                        |
| 1983                   | Auf Teilnahme verzichtet | Auf Teilnahme verzichtet |
| 1984                   | Schweden                 | 1                        |
| 1985                   | Norwegen                 | 1                        |
| 1986                   | Belgien                  | 1                        |
| 1987                   | Italien                  | 3                        |
| 1988                   | Luxemburg                | 4                        |
| 1989                   | Jugoslawien              | 1                        |
| 1990                   | Italien                  | 1                        |
| 1991                   | Malta                    | 6                        |
| 1992                   | Österreich               | 10                       |
| 1993                   | Niederlande              | 6                        |
| 1994                   | Ungarn                   | 4                        |
| 1995                   | Schweden                 | 3                        |
| 1996                   | Schweden                 | 3                        |
| 1997                   | Vereinigtes Königreich   | 1                        |
| 1998                   | Malta                    | 3                        |
| 1999                   | Slowenien                | 11                       |
| 2000                   | Dänemark                 | 1                        |
| 2001                   | Dänemark                 | 2                        |
| 2002                   | Nicht qualifiziert       | Nicht qualifiziert       |
| 2003                   | Norwegen                 | 4                        |
| 2004                   | Schweden                 | 6                        |
| 2005                   | Lettland                 | 5                        |
| 2006                   | Litauen                  | 6                        |
| 2007                   | Litauen                  | 21                       |
| 2008                   | Lettland                 | 12                       |
| 2009                   | Island                   | 2                        |
| 2010                   | Dänemark                 | 4                        |
| 2011                   | Dänemark                 | 5                        |
| 2012                   | Schweden                 | 1                        |
| 2013                   | Dänemark                 | 1                        |
| 2014                   | Österreich               | 1                        |
| 2015                   | Lettland                 | 6                        |
| 2016                   | Belgien (J)              | 10                       |
| 2016                   | Litauen (T)              | 9                        |
| 2017                   | Belgien (J)              | 4                        |
| 2017                   | Rumänien (T)             | 7                        |
| 2018                   | Zypern (J)               | 2                        |
| 2018                   | Litauen (T)              | 12                       |
| 2019                   | Schweden (J)             | 5                        |
| 2019                   | Norwegen (T)             | 6                        |
| 2020                   | Wettbewerb abgesagt      | Wettbewerb abgesagt      |
| 2021                   | Frankreich (J)           | 2                        |
| 2021                   | Litauen (T)              | 8                        |
| 2022                   | Spanien (J)              | 3                        |
| 2022                   | Ukraine (T)              | 1                        |
| 2023                   | Schweden (J)             | 1                        |
| 2023                   | Finnland (T)             | 2                        |
| 2024                   | Schweiz (J)              | 1                        |
| 2024                   | Kroatien (T)             | 2                        |
| 2025                   | Österreich (J)           | 1                        |
| 2025                   | Polen (T)                | 14                       |

| Höchstwertung (Halbfinale) | Höchstwertung (Halbfinale) | Höchstwertung (Halbfinale) |
| Jahr                       | Land                       | Platz (Halbfinale)         |
| -------------------------- | -------------------------- | -------------------------- |
| 2004                       | Niederlande                | 6                          |
| 2005                       | Dänemark                   | 3                          |
| 2006                       | Litauen                    | 5                          |
| 2007                       | Lettland                   | 5                          |
| 2008                       | Polen                      | 10                         |
| 2009                       | Litauen                    | 9                          |
| 2010                       | Litauen                    | 12                         |
| 2011                       | Dänemark                   | 2                          |
| 2012                       | Rumänien                   | 3                          |
| 2013                       | Dänemark                   | 1                          |
| 2014                       | Österreich                 | 1                          |
| 2015                       | Lettland                   | 2                          |
| 2016                       | Belgien (J)                | 3                          |
| 2016                       | Litauen (T)                | 4                          |
| 2017                       | Bulgarien (J)              | 1                          |
| 2017                       | Litauen (T)                | 17                         |
| 2018                       | Zypern (J)                 | 2                          |
| 2018                       | Litauen (T)                | 9                          |
| 2019                       | Schweden (J)               | 3                          |
| 2019                       | Litauen (T)                | 11                         |
| 2020                       | Wettbewerb abgesagt        | Wettbewerb abgesagt        |
| 2021                       | Malta (J)                  | 1                          |
| 2021                       | Litauen (T)                | 4                          |
| 2022                       | Schweden (J)               | 1                          |
| 2022                       | Polen (T)                  | 6                          |
| 2023                       | Finnland                   | 1                          |
| 2024                       | Kroatien                   | 1                          |
| 2025                       | Israel                     | 1                          |

## Verschiedenes
- Beim Song Contest 1994 in Dublin trat die Tanzformation Riverdance als Pausennummer vor der Punktewertung auf. Dieser erste Auftritt vor großem Publikum war der Startschuss für den späteren weltweiten Erfolg von Riverdance.
- Jonny Logan war bis 2023 der einzige Teilnehmer beim ESC, der zweimal gewann; 2023 tat es die Sängerin Loreen für Schweden ihm gleich
- 1999 ging Irland nach der ersten Wertung – zwölf Punkten aus Litauen – in Führung, landete am Ende aber mit insgesamt 18 Punkten nur auf dem 17. Platz.
- Brian Kennedys Lied Every Song Is a Cry for Love (ESC Athen 2006) war der 1.000. Beitrag in der Geschichte des Eurovision Song Contest.
- Kennedy selbst hatte 1995, als der Wettbewerb aus Dublin übertragen wurde, bereits als Sänger an der Pausennummer mitgewirkt.
- 2007 landete Irland mit 5 Punkten zum ersten Mal auf dem letzten Platz. Dies wurde 2013 wiederholt.
- 2008 wurde Irland von einer Puppe, nämlich Dustin dem Truthahn, vertreten. Es war das erste Mal, dass eine Puppe ein Land beim Eurovision Song Contest vertrat.
- Irland war das erste Land, das mit über 200 Punkten den ESC gewann.

## Impressionen

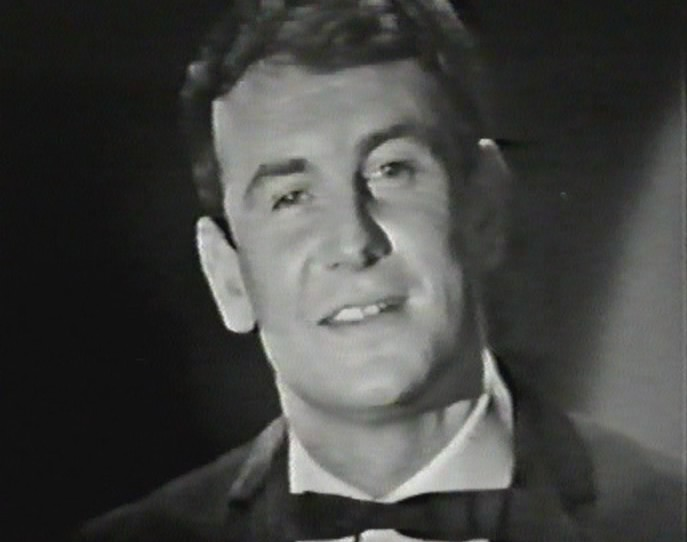
Butch Moore 1965
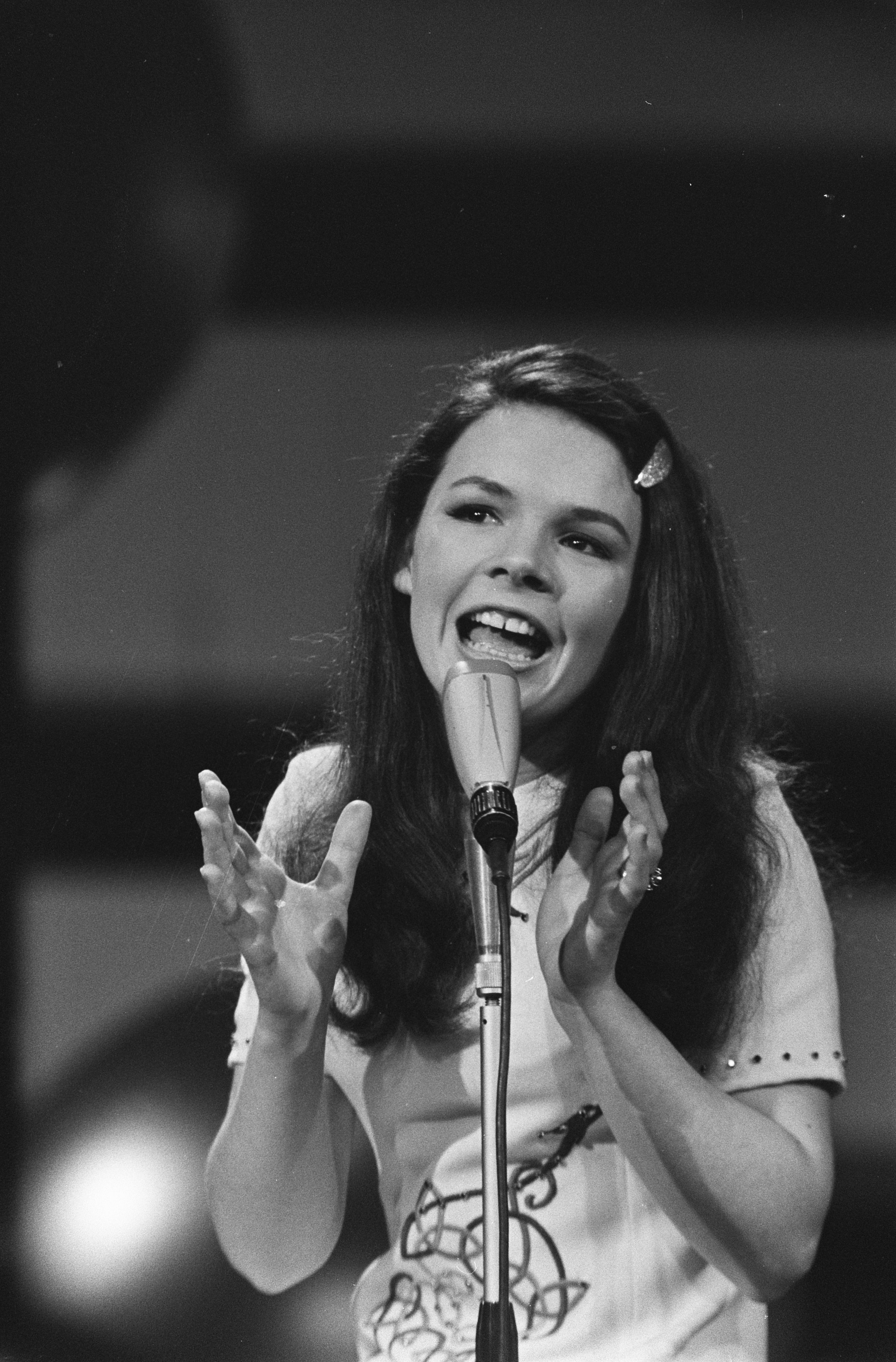
Dana 1970
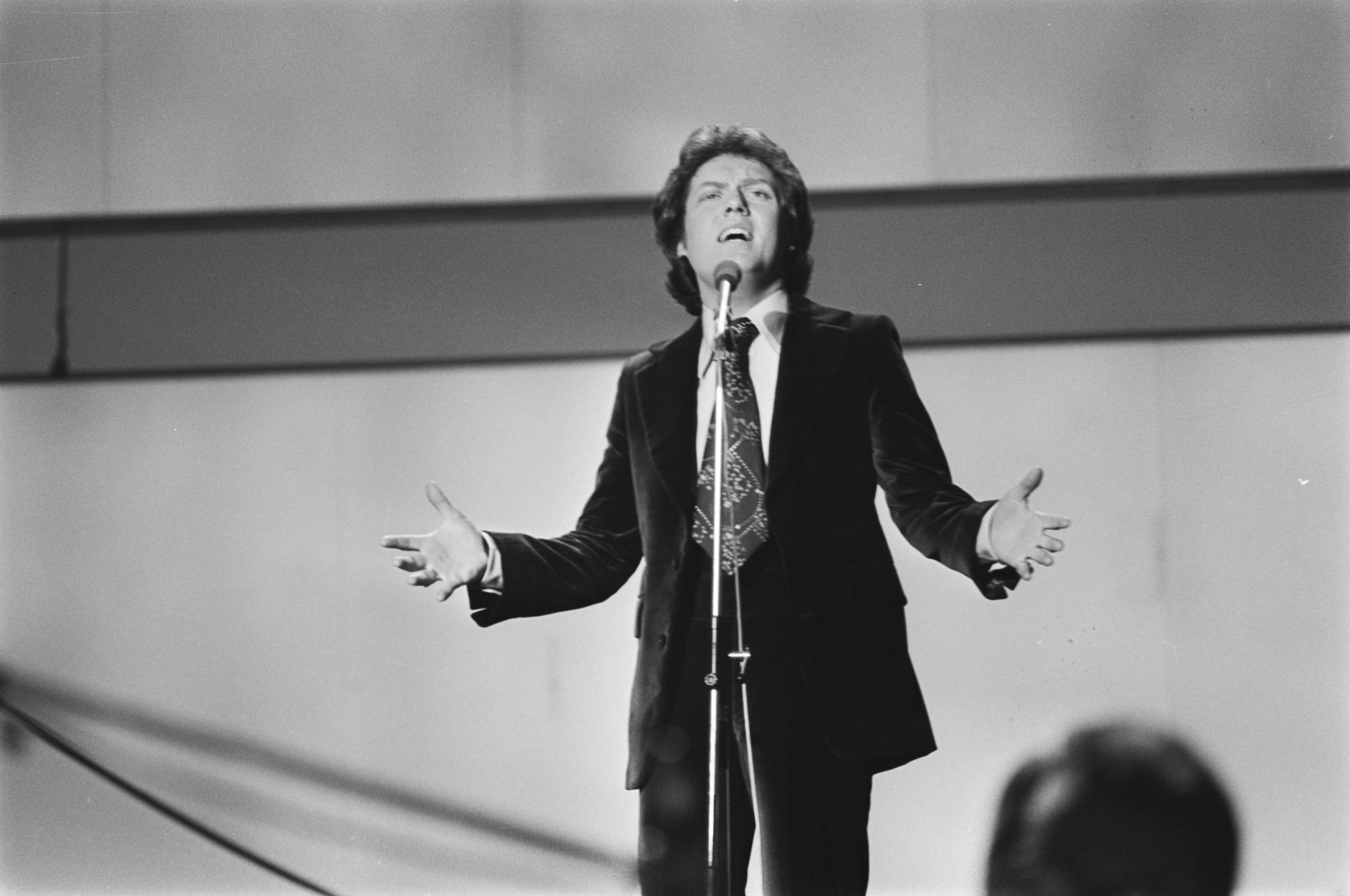
Red Hurley 1976
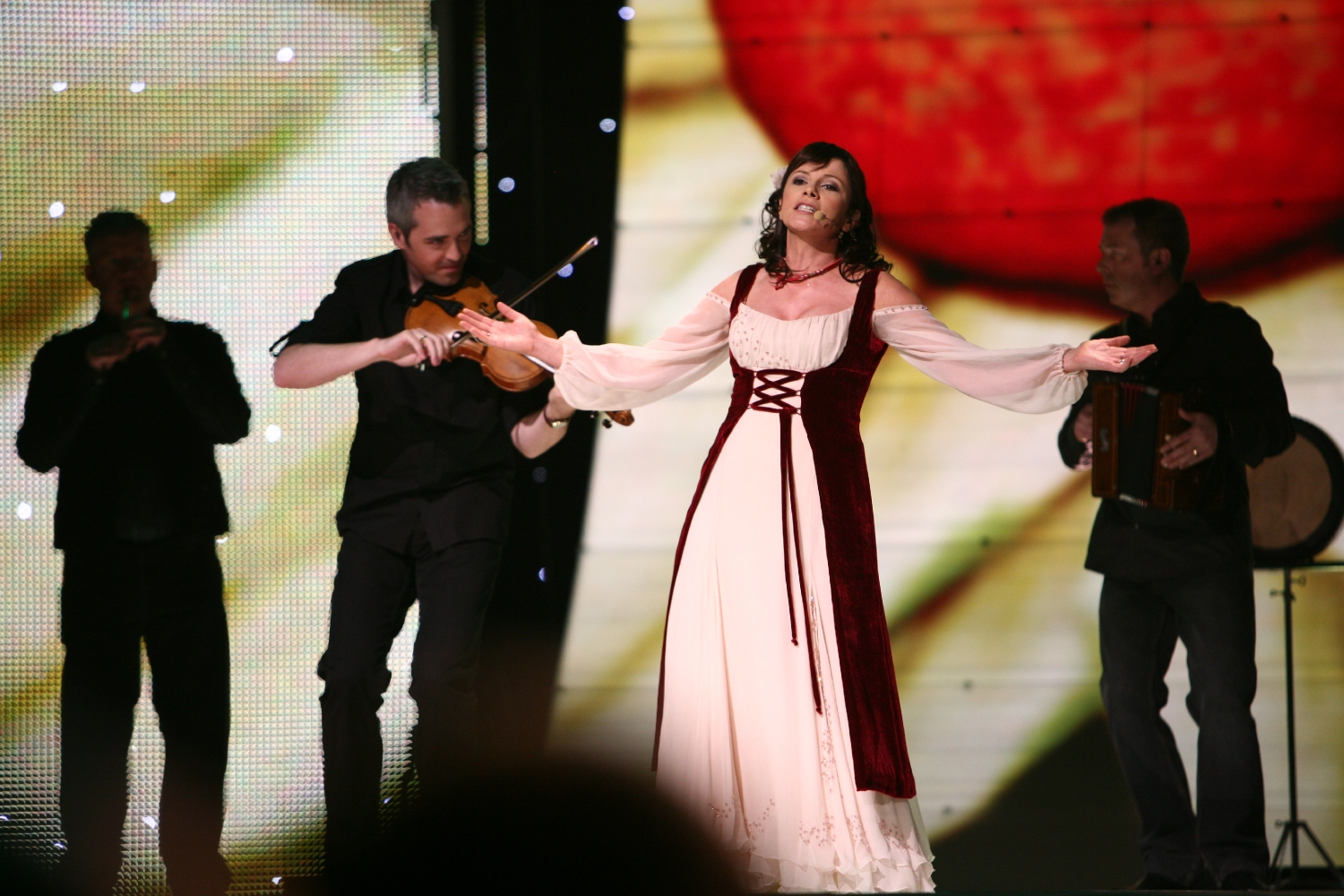
Dervish 2007
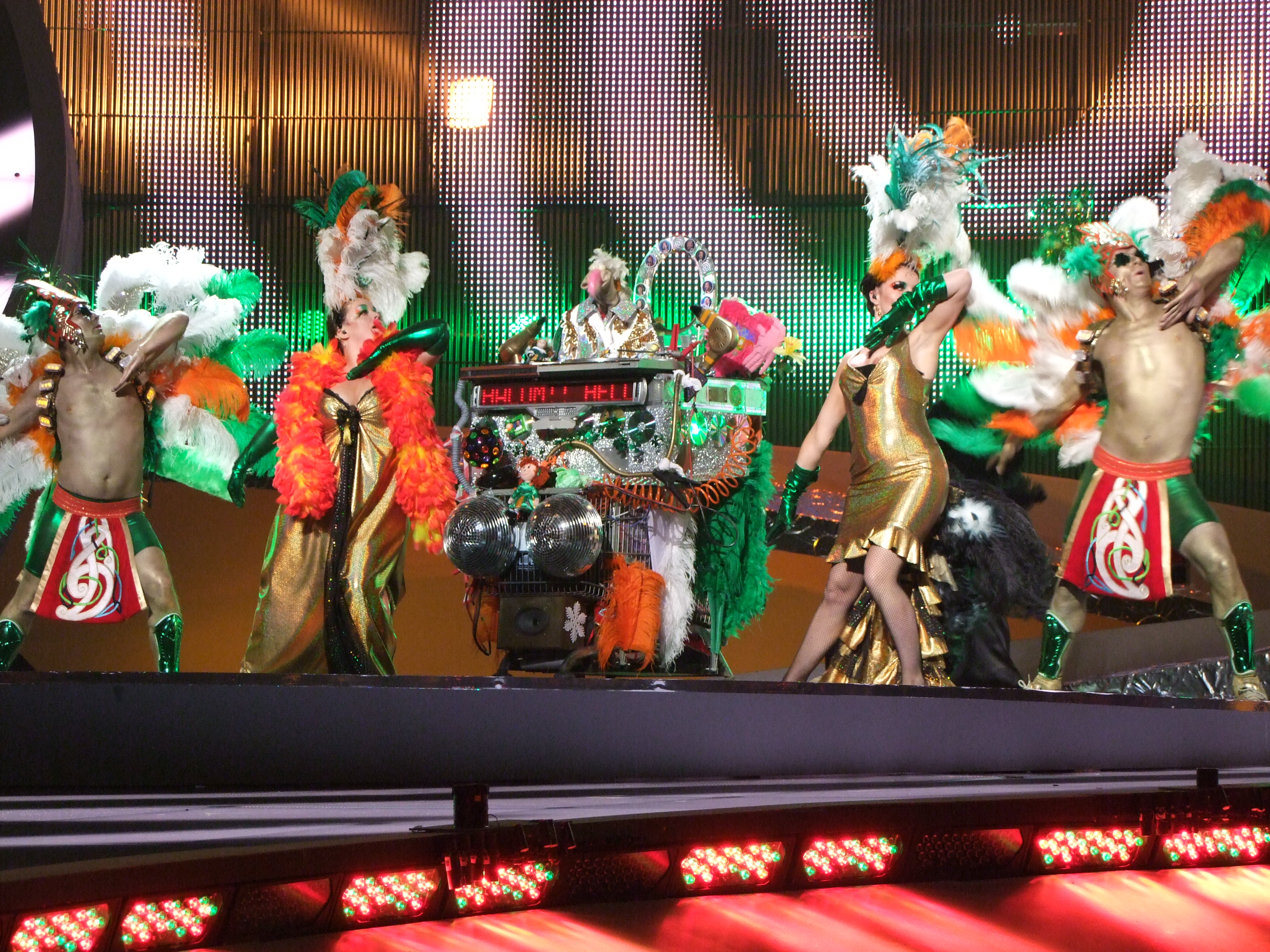
Dustin the Turkey 2008
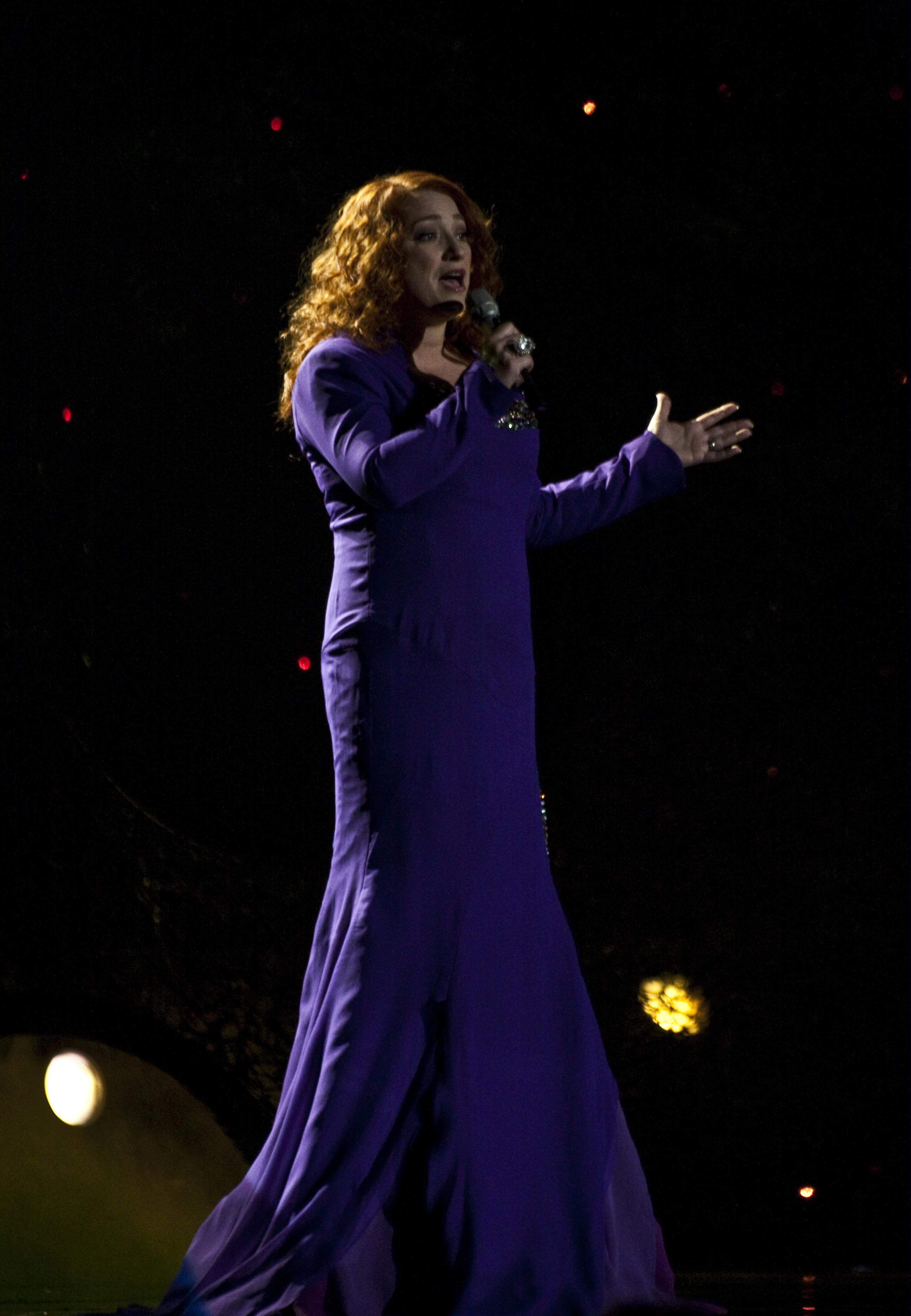
Niamh Kavanagh 2010
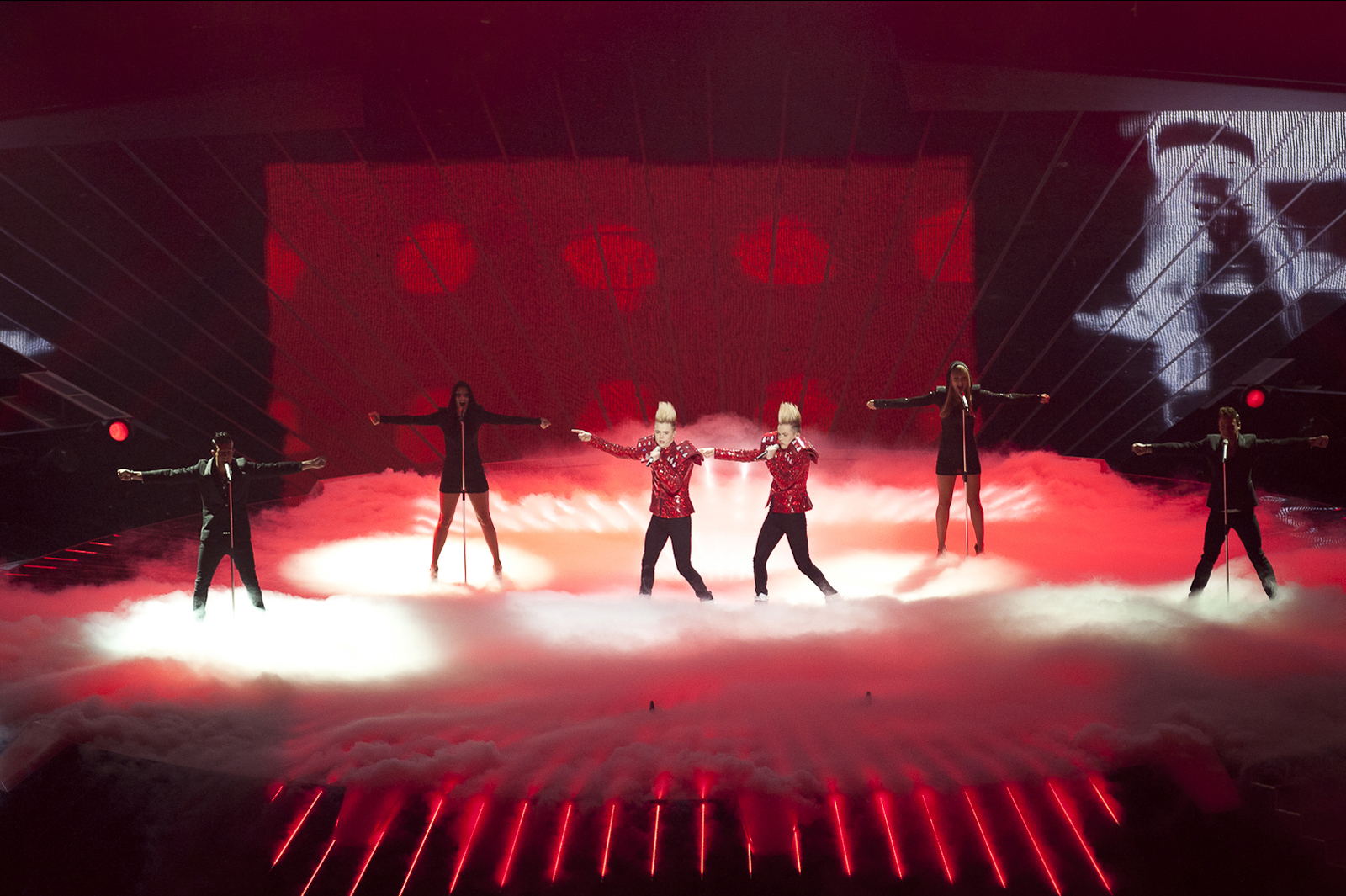
Jedward 2011
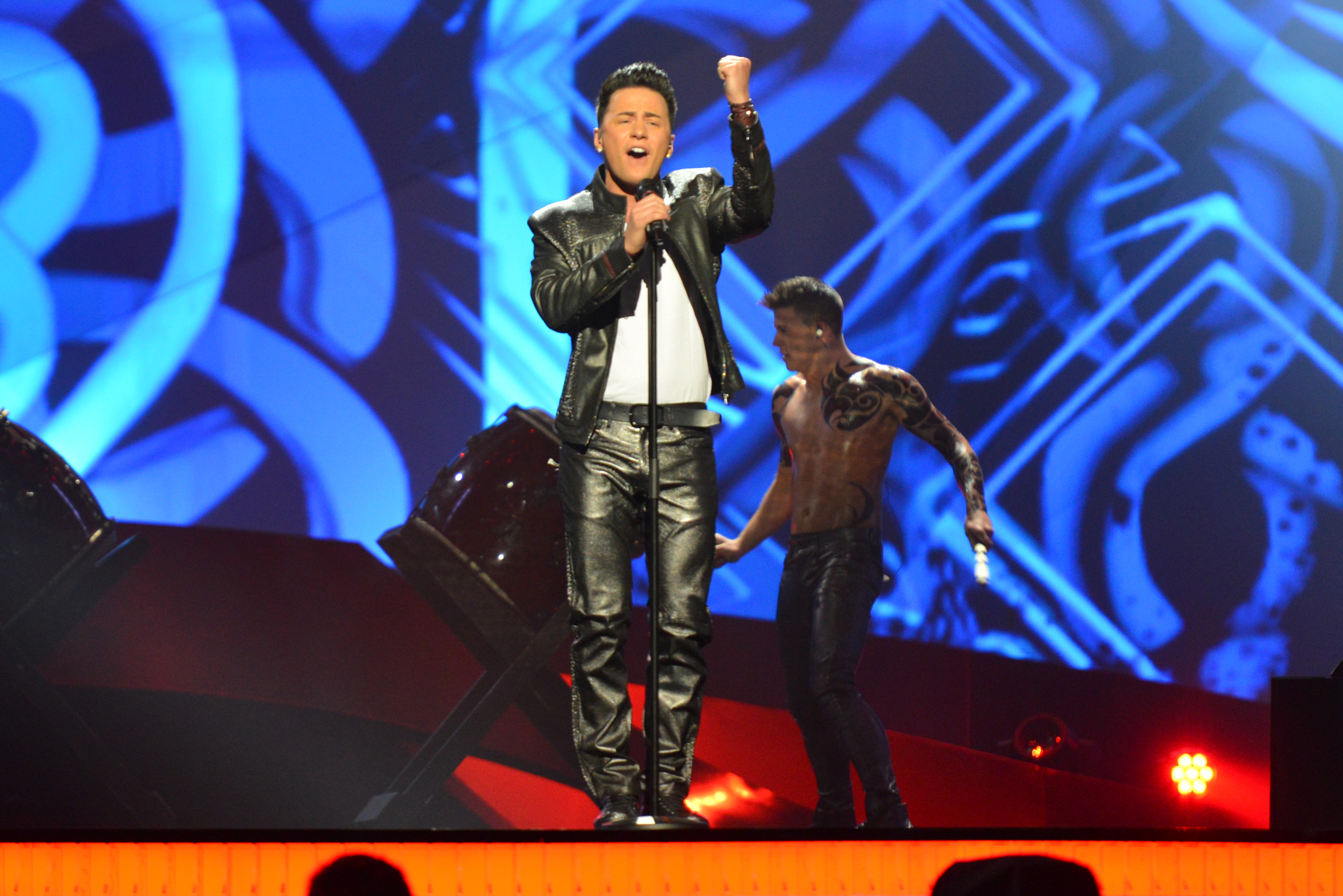
Ryan Dolan 2013
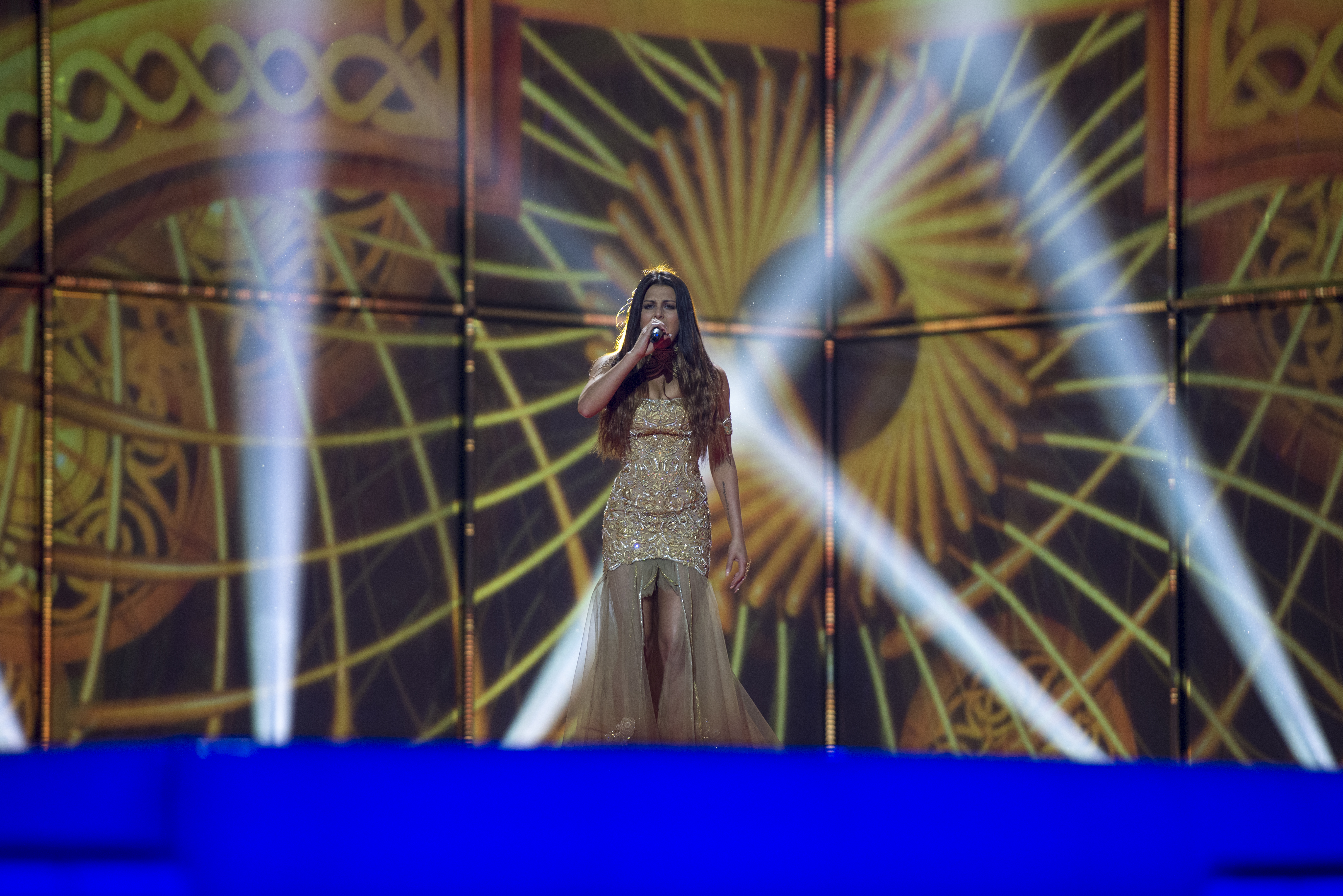
Kasey Smith 2014
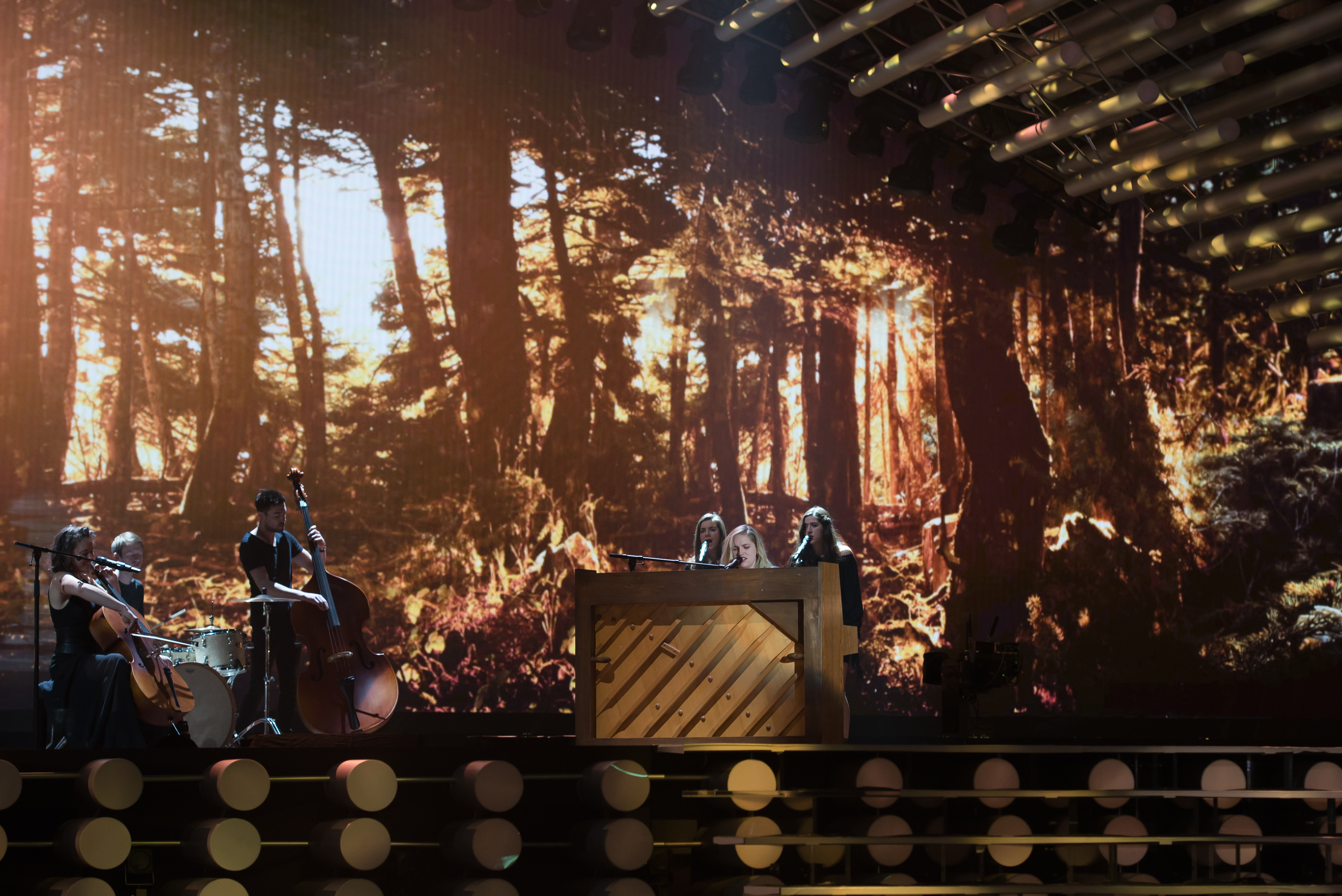
Molly Sterling 2015
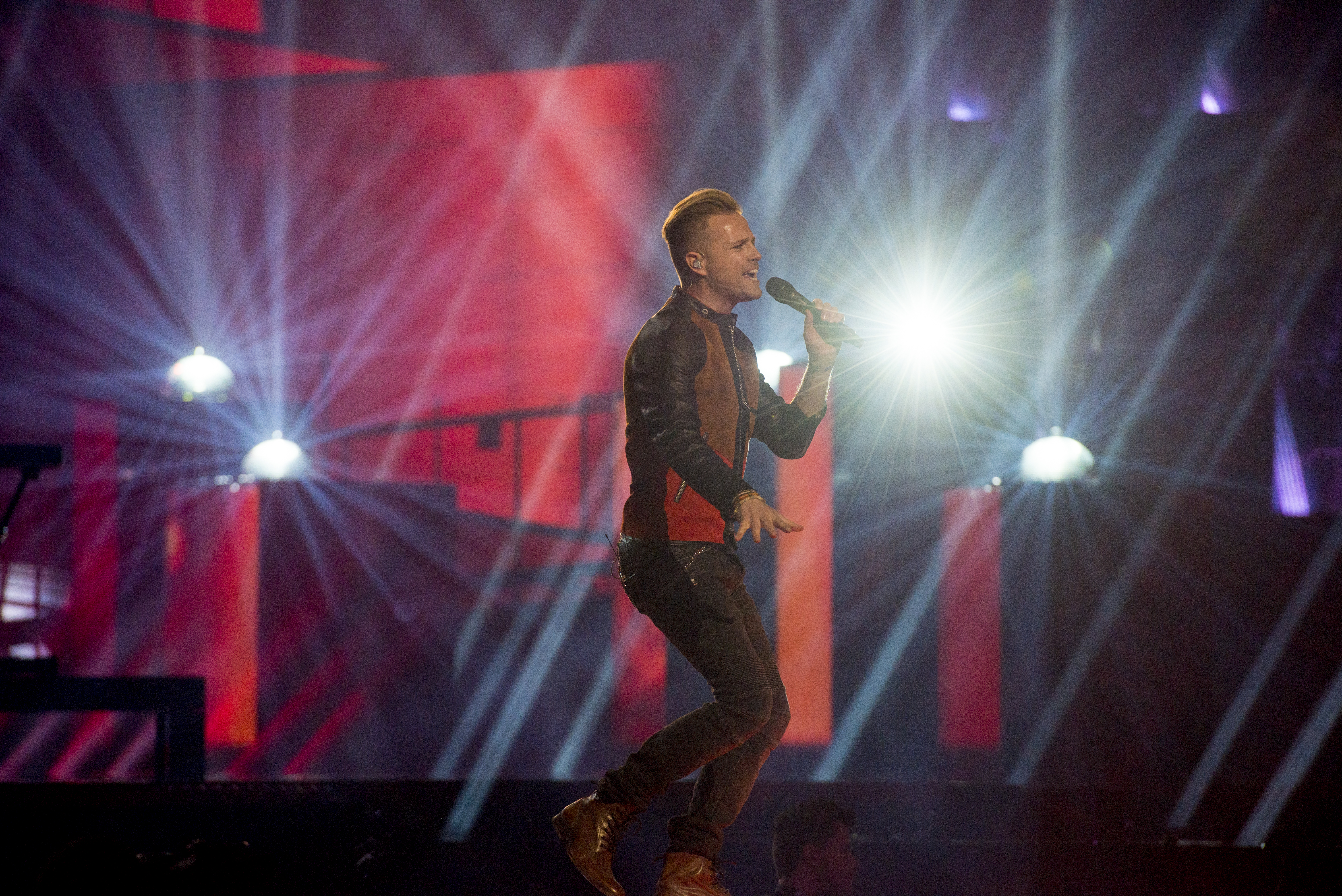
Nicky Byrne 2016
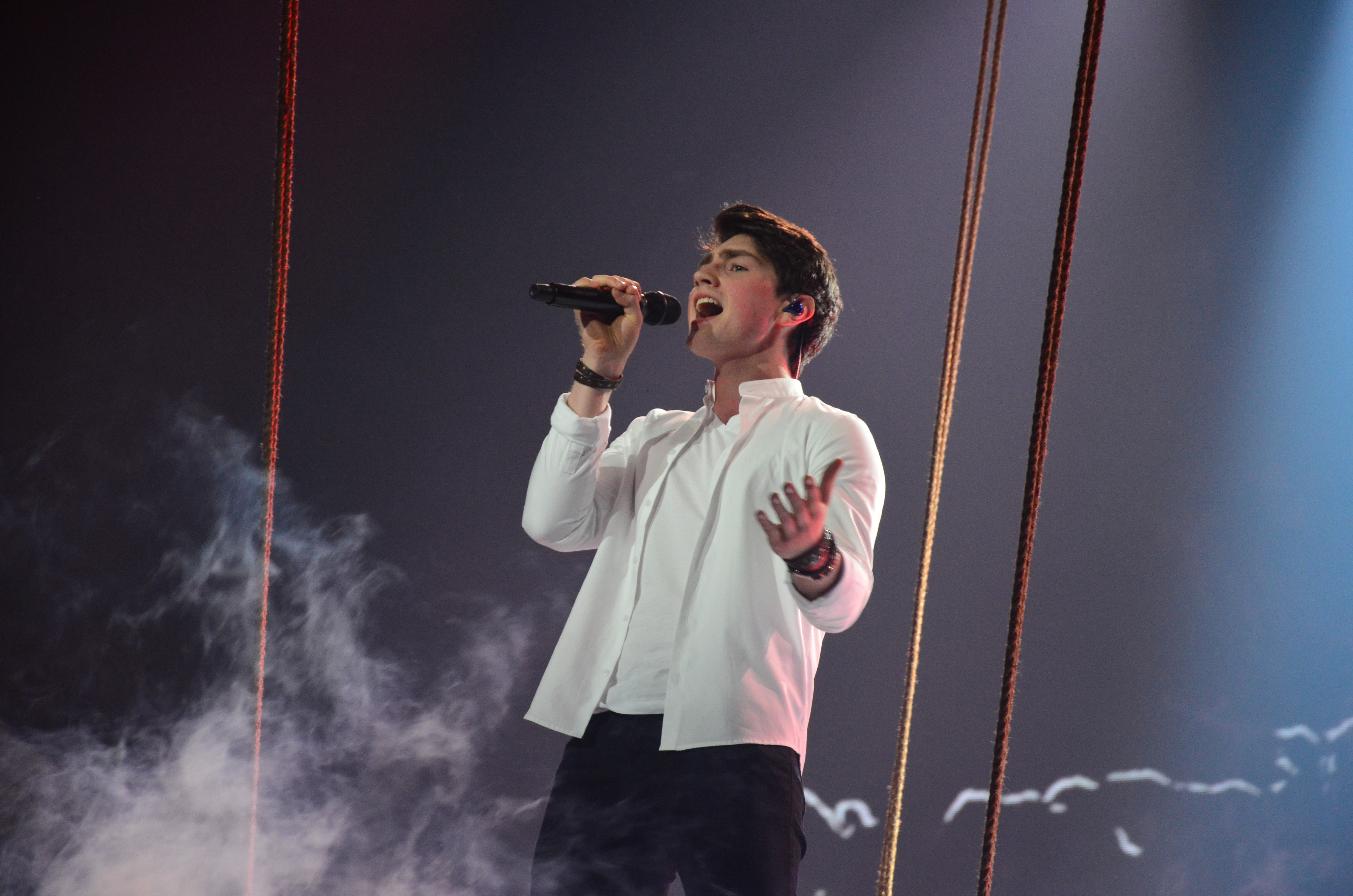
Brendan Murray 2017
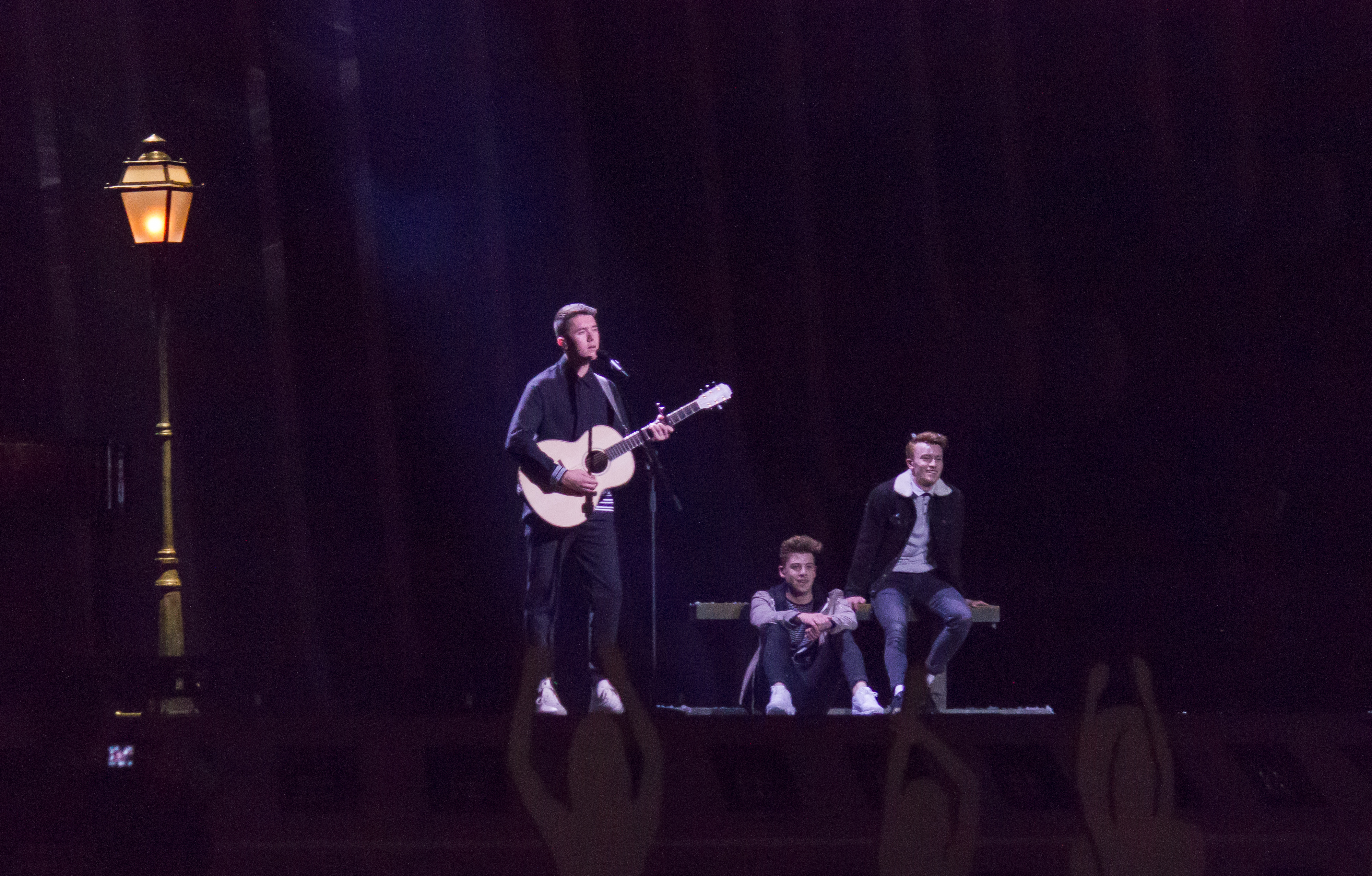
Ryan O’Shaughnessy 2018
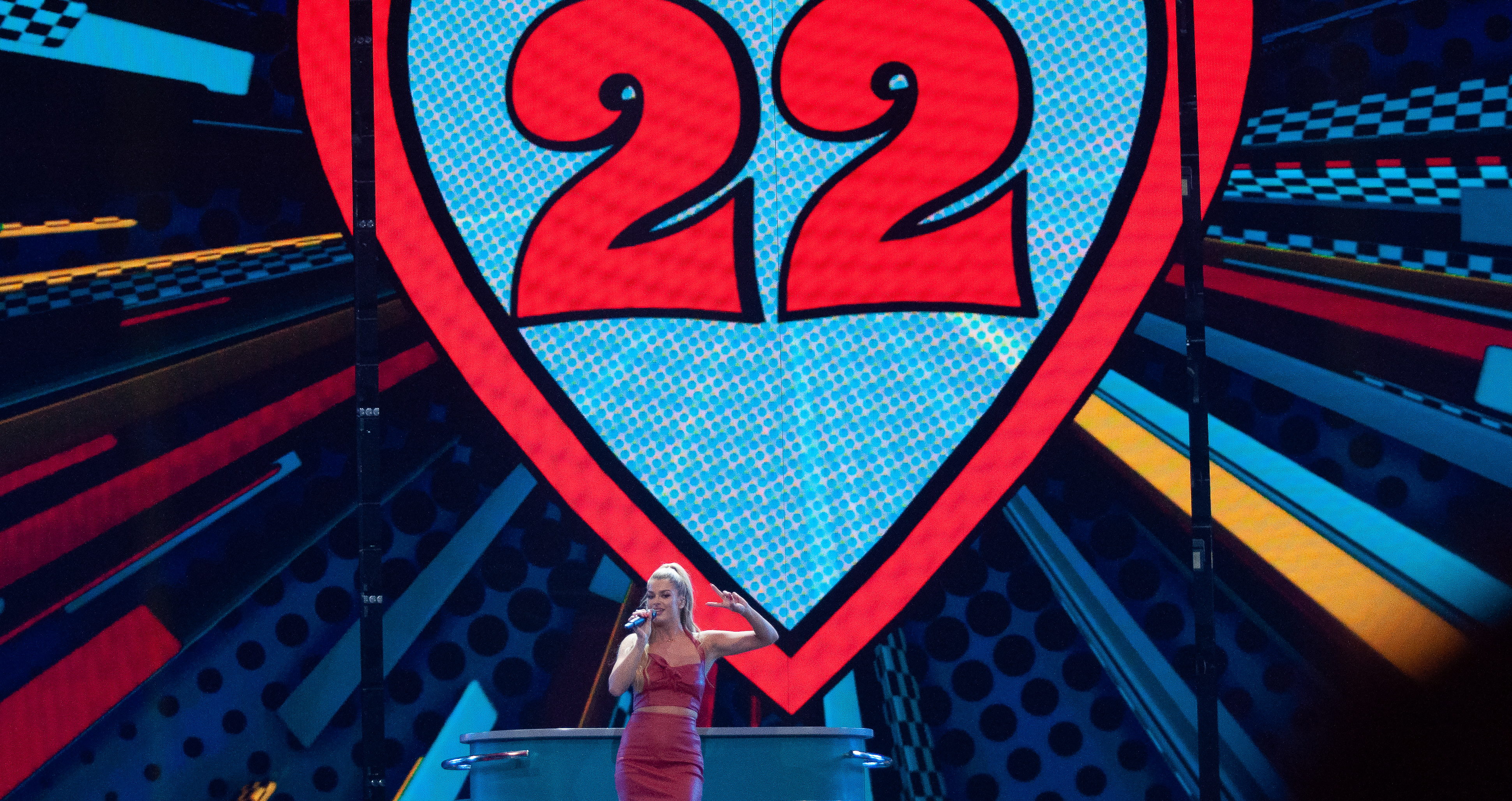
Sarah McTernan 2019
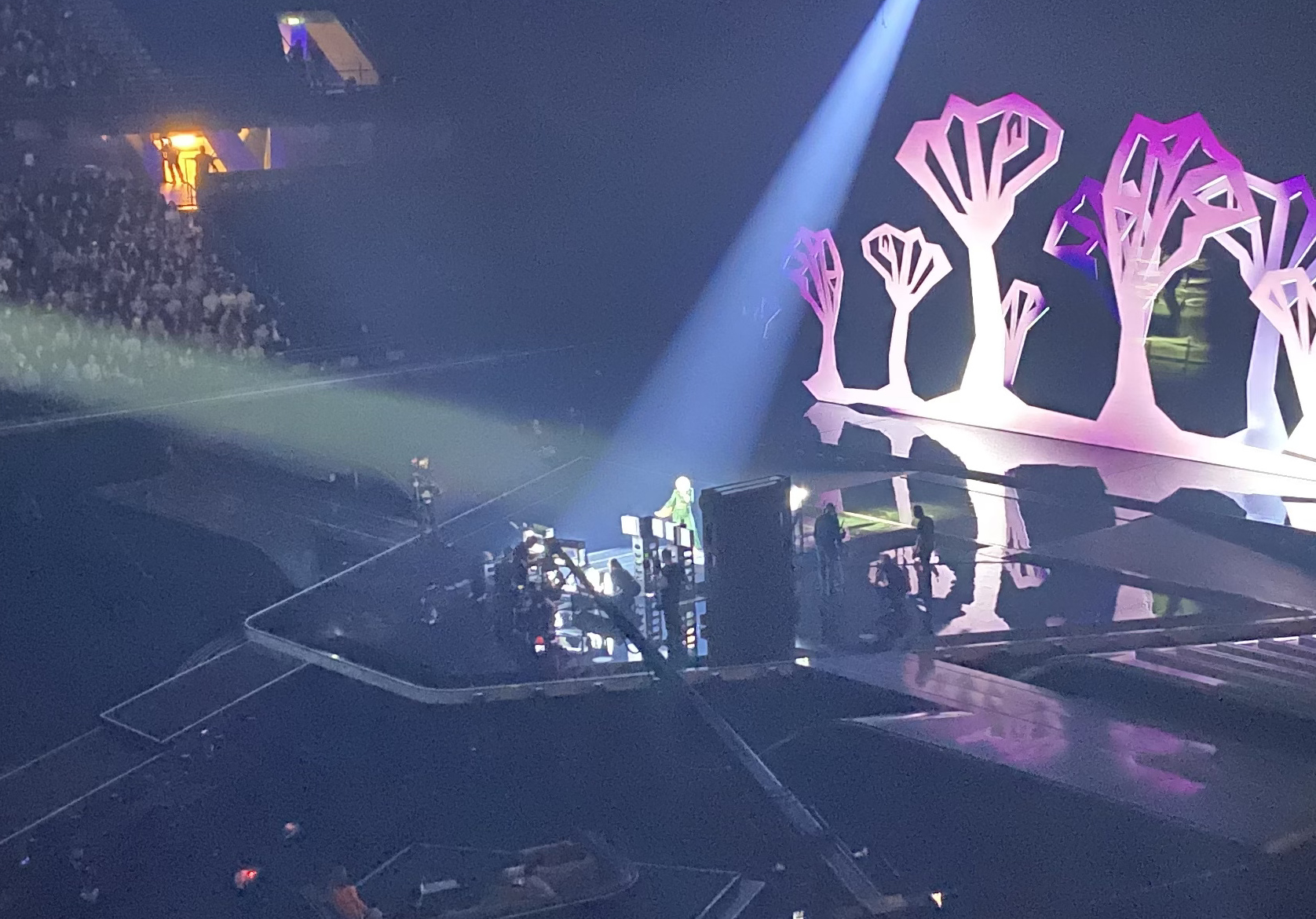
Lesley Roy 2021
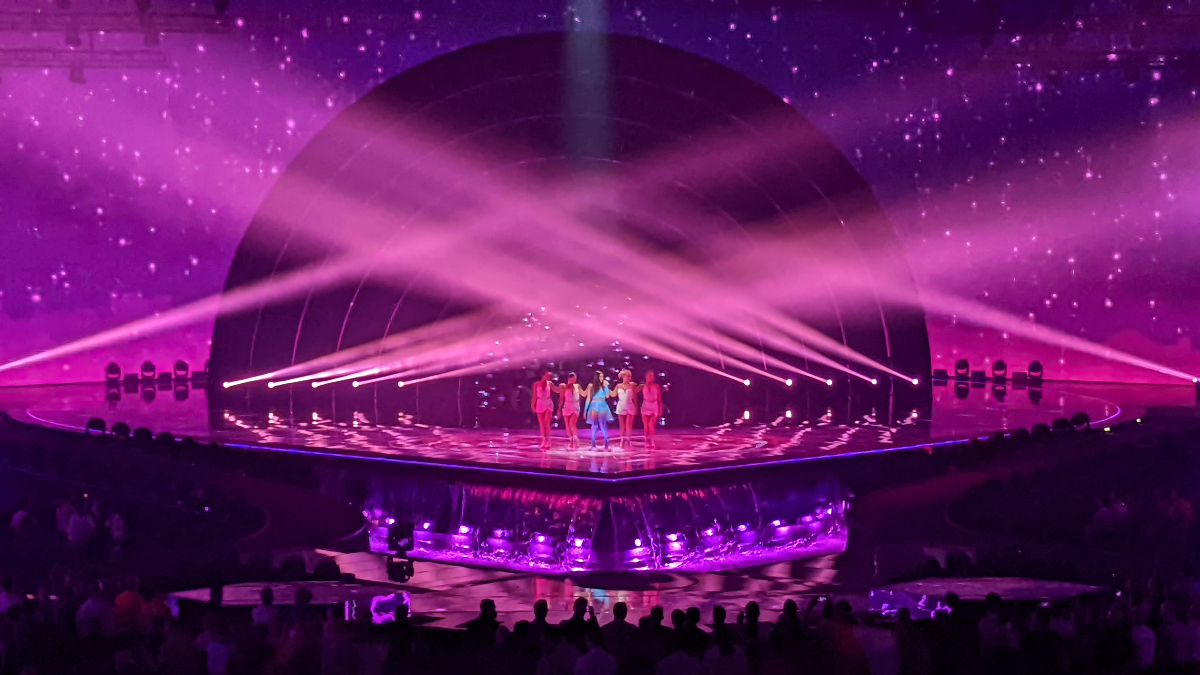
Brooke 2022
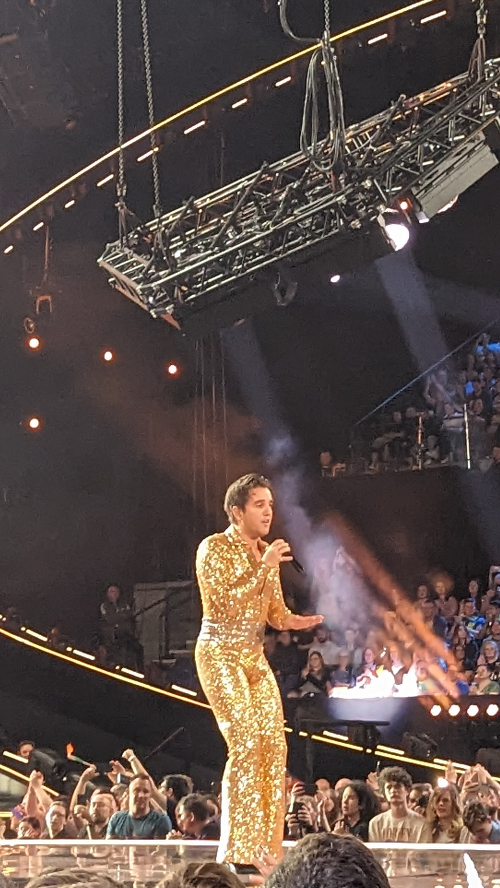
Wild Youth 2023
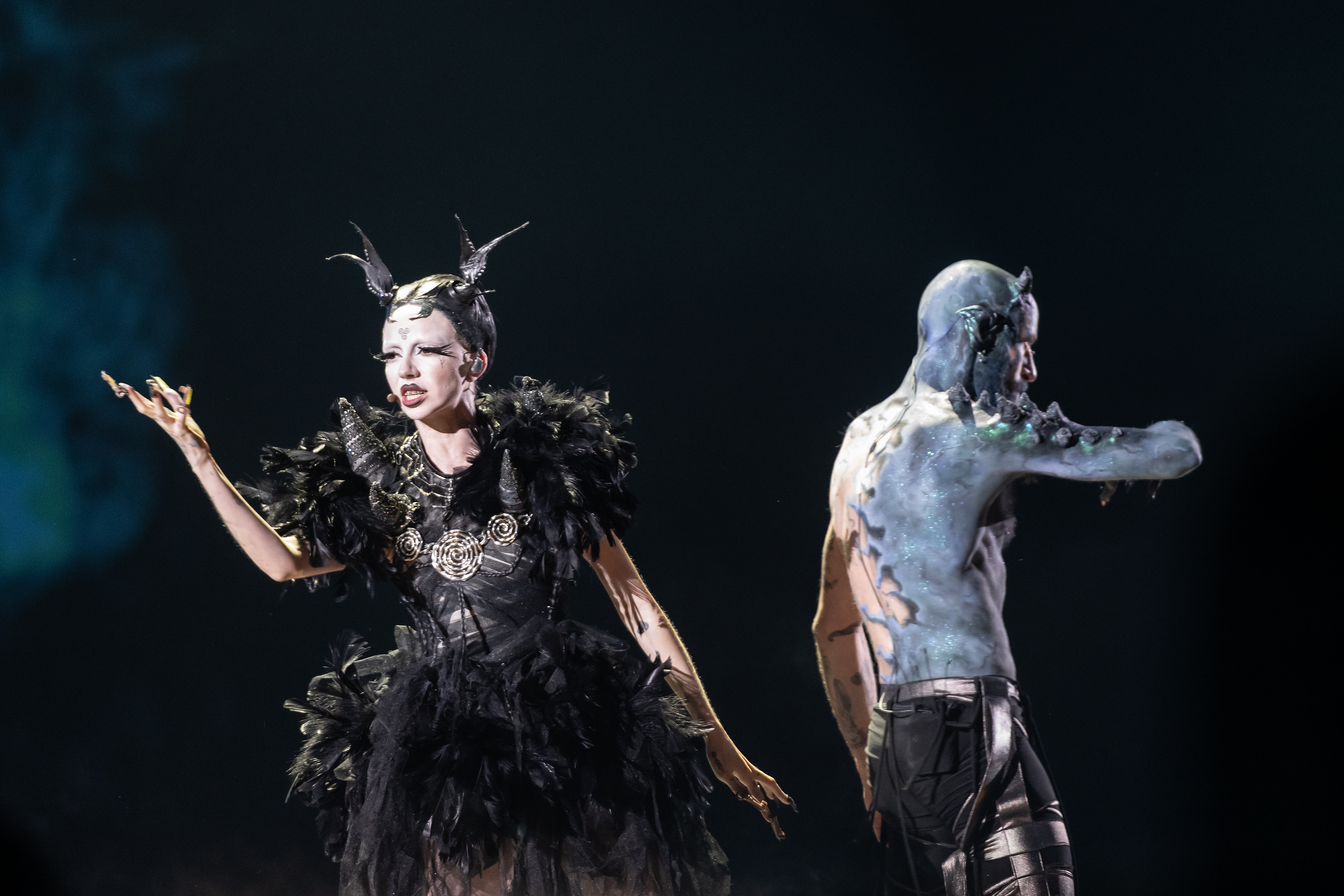
Bambie Thug 2024
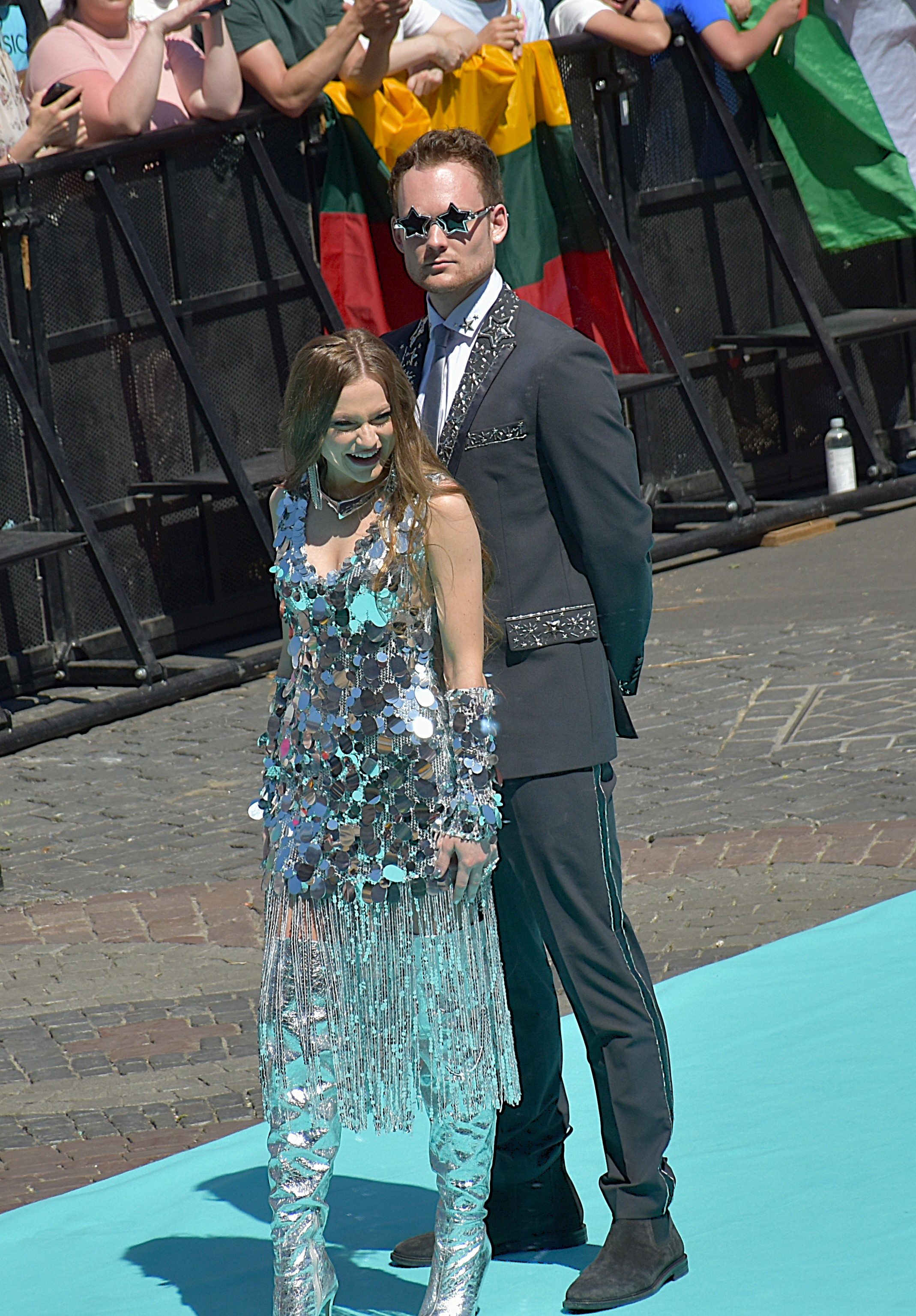
EMMY 2025